# Zwinger (Drezda)
A drezdai Zwinger (németül: Dresdner Zwinger) egy kert-, múzeum- és kastélykomplexum a szász főváros, Drezda történelmi belvárosában. Matthäus Daniel Pöppelmann építész tervezte, és a barokk stílus egyik legjelentősebb épülete. A Frauenkirche mellett Drezda leghíresebb barokk építészeti emléke.
A „zwinger” elnevezés a középkorban a külső és a belső várfalak közötti erődítményrészre használt elnevezésre vezethető vissza, bár a Zwinger az építés kezdetén már nem rendelkezett az elnevezésnek megfelelő funkcióval. Itt, a volt szorítómű helyén építtette ki 1549-ben Móric szász választófejedelem a kertjét.
A jelenlegi Zwinger kialakítása 1709-ben kezdődött mint orangerie és kert, valamint mint reprezentatív fesztiválterület. Gazdagon díszített pavilonjai és a balusztrádokkal, figurákkal és vázákkal szegélyezett galériák az Erős Ágost szász választófejedelem és választott lengyel király uralkodása idején tapasztalt pompáról tanúskodnak. A választófejedelem eredeti elképzelése szerint a Zwinger egy új kastély előudvara volt, amely a közte és az Elba folyó közötti területet foglalta volna el, ezért amikor az építkezést 1728-ban befejezték, a Zwinger az Elba felőli oldalon beépítetlen maradt (ideiglenesen fallal zárva). Az új kastély terveit Erős Ágost halála után elvetették, és a barokk korszakból való kilépéssel kezdetben elvesztette jelentőségét. Csak több mint egy évszázaddal később fejezte be Gottfried Semper építész az Elba felőli oldalát a később róla elnevezett Semper-galériával. 
Az 1855-ben megnyitott Sempergalerie a 19. század egyik legfontosabb német múzeumi projektje volt, amely lehetővé tette a Zwinger múzeumi komplexumként való hasznosításának kiterjesztését. Drezda 1945. február 13-i és 14-i bombázása súlyosan érintette az épületegyüttest, és nagymértékű pusztulást okozott benne. Az 1950-es és 1960-as évekbeli újjáépítés óta a Gemäldegalerie Alte Meister (Régi mesterek képtára), a Drezdai Porcelángyűjtemény (Dresdener Porzellansammlung) és a Mathematisch-Physikalischer Salon (Matematikai és fizikai műszerek királyi kabinetje) nyílt meg a nagyközönség előtt. Az eredeti rendeltetés szerinti használat, mint orangerie, kert és mint reprezentatív fesztiválterület háttérbe szorult; ez utóbbit továbbra is ápolják zenei és színházi rendezvények előadásával. Az épület Németország újraegyesítése után, 1991 óta folyamatos felújítás alatt áll. A 222 millió eurós összköltségűre becsült teljes körű restaurálás várhatóan 2025 augusztusában fog lezárulni.

## Fekvése
A Zwinger nem messze az Elbától, annak déli, bal partján található, és a Drezda történelmi városközpontjához tartozó Belső Óváros északnyugati szélén helyezkedik el. Más ismert látnivalók, köztük a Királyi Palota és a Semperoper közvetlen közelében található. Északkeletre a Színház tér, délkeletre a Sophienstraße, délre a Postplatz, délnyugatra az Ostra-Allee és északnyugatra az Am Zwingerteich utca veszi körül a területét. A szomszédos épületek nyugaton a Haus der Dresdner Kaufmannschaft, délnyugaton a Schauspielhaus, délen a Haus am Zwinger, délkeleten a Taschenbergpalais, keleten a palota nyugati szárnya a világhírű Grünes Gewölbe kincstárával, északkeleten az Altstädtische Hauptwache, északon a Semperoper és északnyugaton az egykori istálló. Látótávolságon belül található a katolikus Szentháromság-székesegyház és az Olasz Falu a Színház téren, a Wilsdruffer Kubus a Postplatzon és a Hercegnő kertje a nyugati oldalon található egykori orangerie épületének maradványaival.

## Története

### Az erődítések kiépítése
A mai komplexum területe egészen a 16. századig a város erődítményein kívül esett. 1569-től a Firenze környékéről származó Rochus Quirin Graf von Lynar építőmester jelentős átalakítási és új építési munkálatokat végeztetett Ágost választófejedelem megbízásából a régi vár nyugati oldalán lévő erődítményeken. Az építőmester a munkálatok egy részét 1572-re fejezte be. Ennek során kiderült, hogy előnyös lenne áthelyezni a Weißeritz medrét, amely itt torkollott az Elbába . Ennek eredményeképpen Lynar 1573-ig átalakította terveit, és a folyómederben végzett munkálatokat, valamint egy további bástya építését javasolta. A Luna-bástya a vár nyugati oldalán épült meg. A későbbi barokk stílusú Zwinger-épület ennek a helyén épült fel. Lynar a szükséges terepmunkák irányítását Paul Buchner és Andreas Hesse építőmesterre bízta. Az általa 1574-ben készített famodell később bekerült a Grünes Gewölbe gyűjteményébe.

### Az első kert
Móricz szász választófejedelem tette meg az első lépéseket egy látványos kert kialakítása felé, amikor 1549-ben megbízta Nicolaus Fuchs udvari kertészt, hogy a prágai palotakert mintájára hozzon létre neki is egyet. A választófejedelmet bátyja és utódja, Ágost feleségével, Dániai Annával együtt a szász kertészet megalapítójának tekintik. Kertészeti ismeretei többek között abban a rendeletében dokumentálódnak, hogy „...a Jákob kórház melletti tóból a vesten Bau (azaz a drezdai erődítmények) kertjeibe iszapot és jó földet kell hozni, hogy a Zwinger-kert és a Baumgarten talaját javítsák.”
Móric utódai, I. Keresztély és II. Keresztély választófejedelem elősegítették a bástyákon lévő kertek fejlesztését, és a Zwinger-kertben új utakat és kőburkolattal ellátott ágyásokat alakíttattak ki. Az udvar nagy érdeklődése a kertészet iránt II. János György uralkodása alatt elősegítette a gyümölcsfajták széles választékának termesztését. Egy korabeli krónikás feljegyezte: „...az úgynevezett Zwinger-kertben is, amely a választófejedelmi rezidencia palotája mögött, az erődítményeken belül található, sokféle gyümölcsfa található, némelyiknek a törzse teljes embervastagságú, amelyek csodálatos és bőséges gyümölcsöt teremnek.”

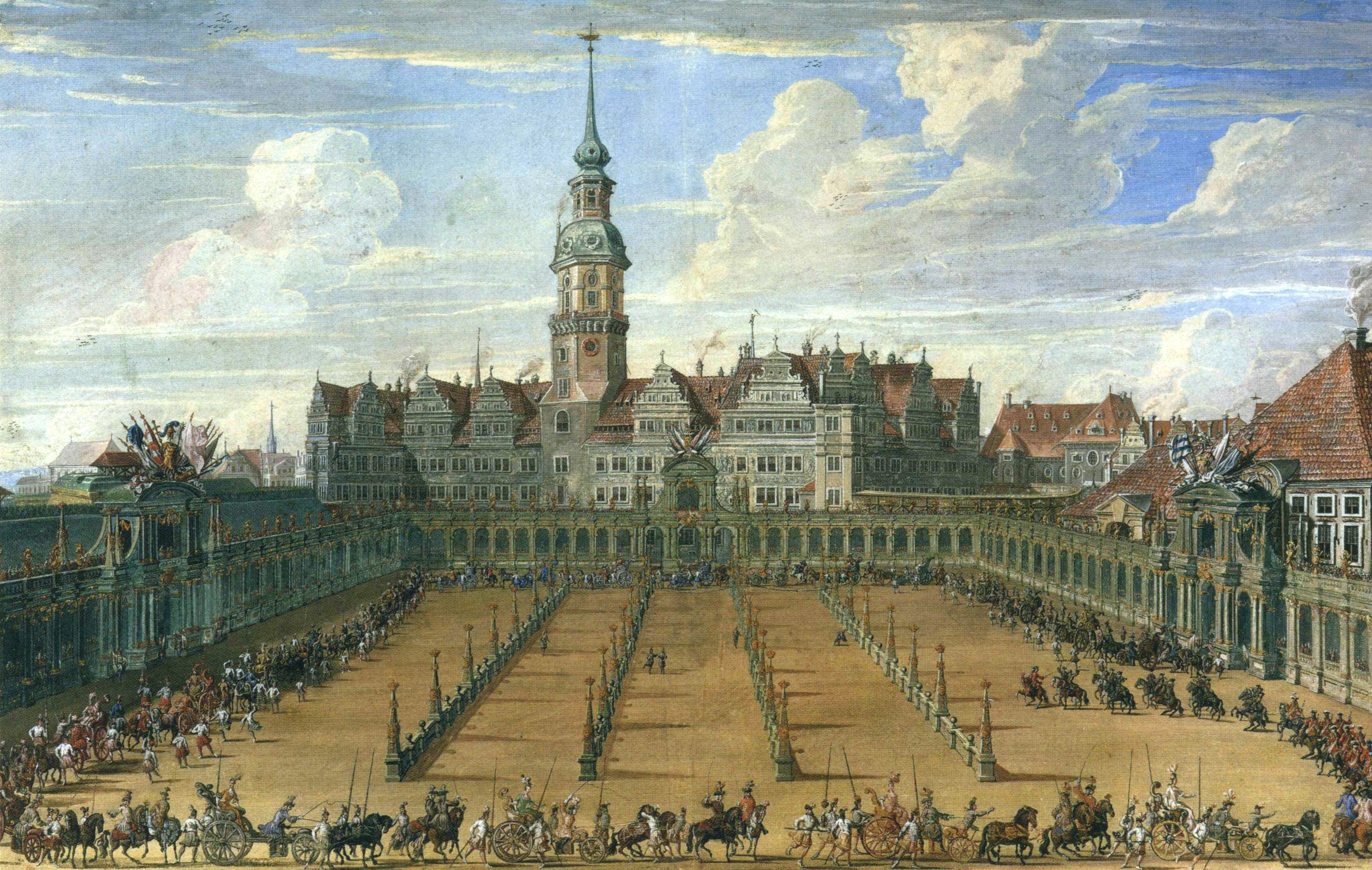
A Zwinger fából készült elődje (1709)

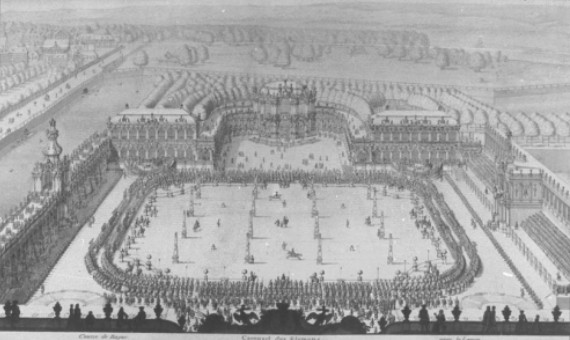
1719-ben, II. Frigyes Ágost esküvőjén

### A Zwinger építése Erős Ágost uralma alatt

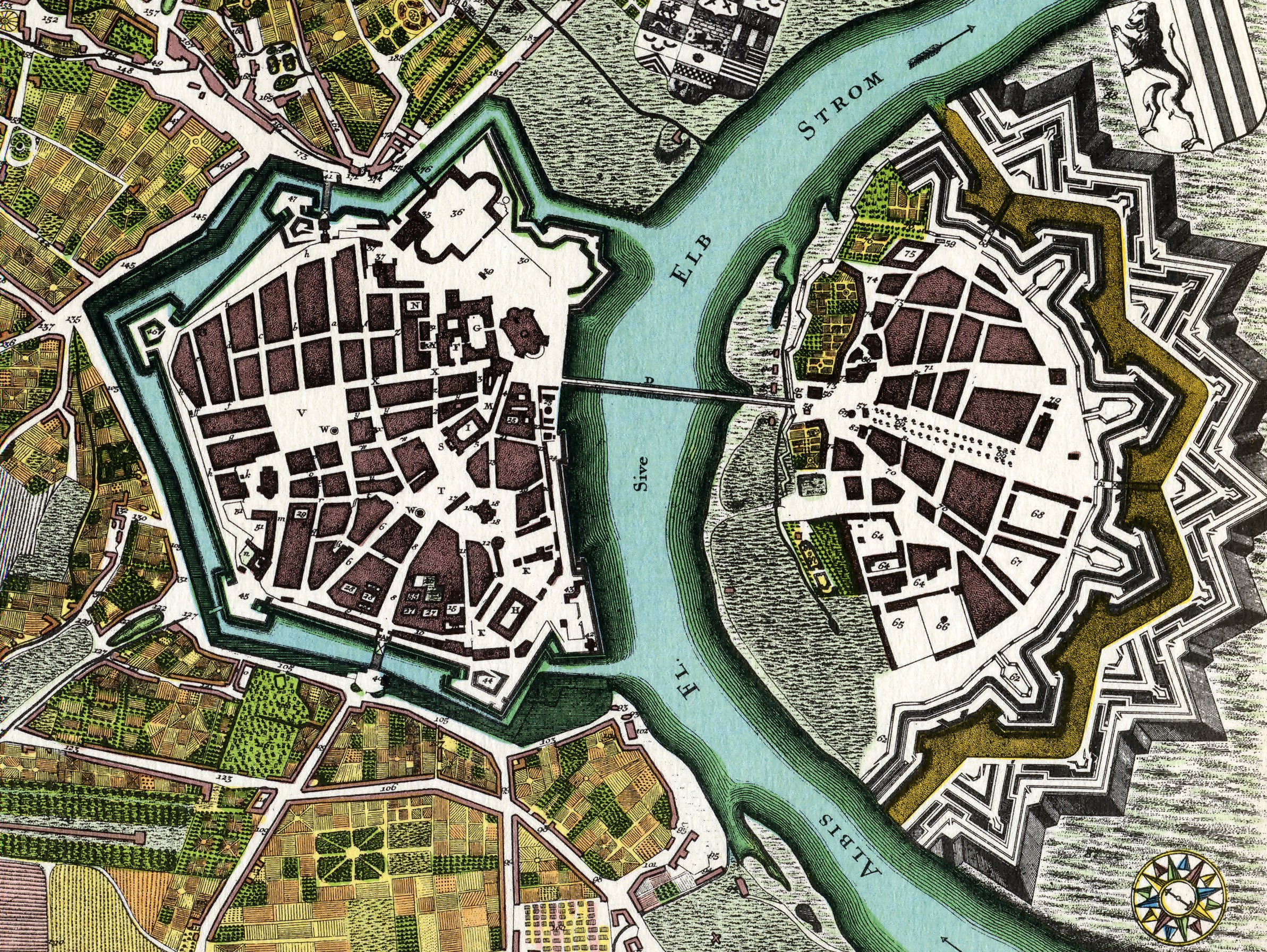
Drezda városának 1750-es alaprajza a Lynar által a Zwingerben létrehozott erődítményekkel (a bal oldali városrész legfelső részén)

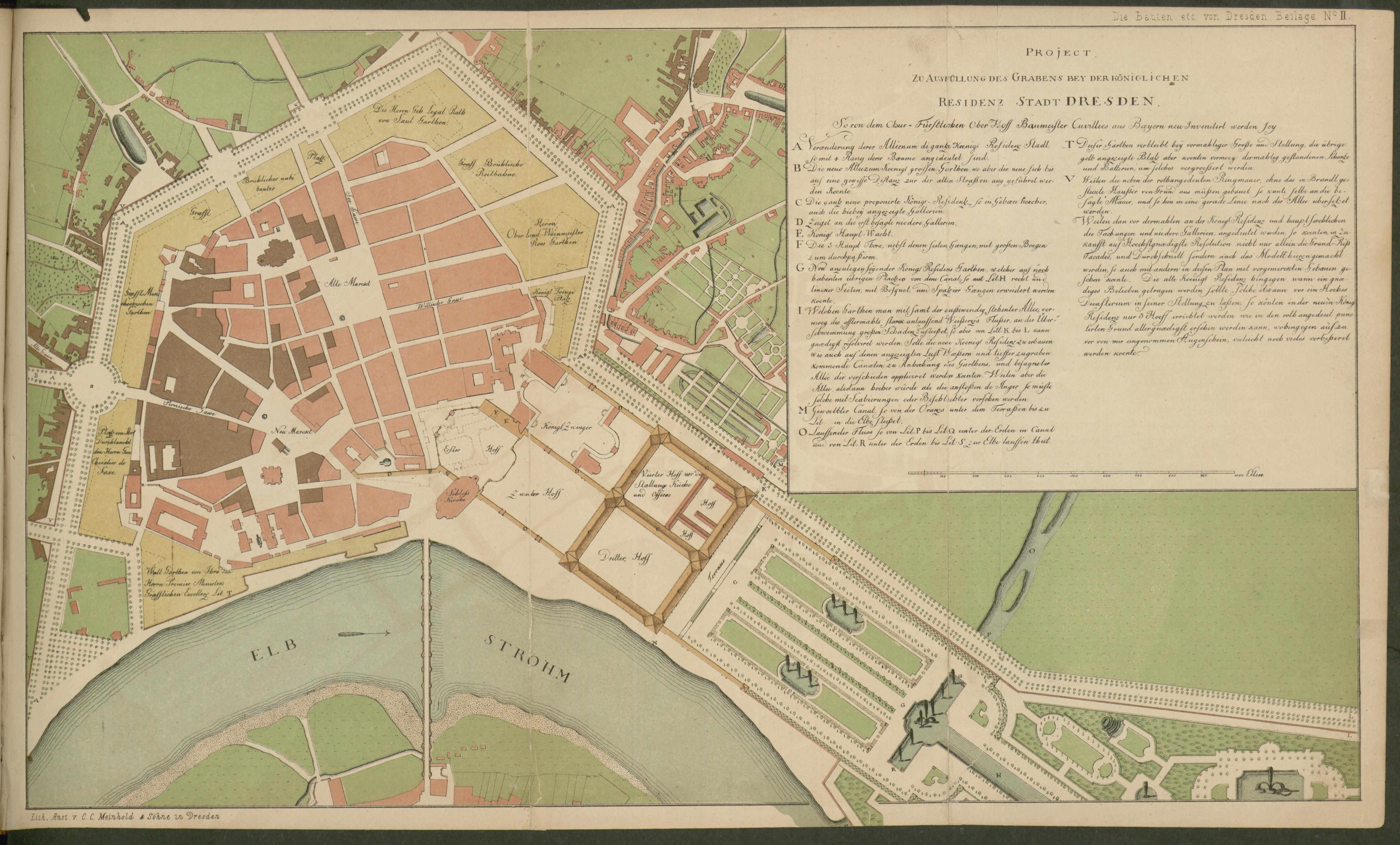
Cuvilliés terve Drezda, a Zwinger és a palotakertek bővítéséről (1759 körül)

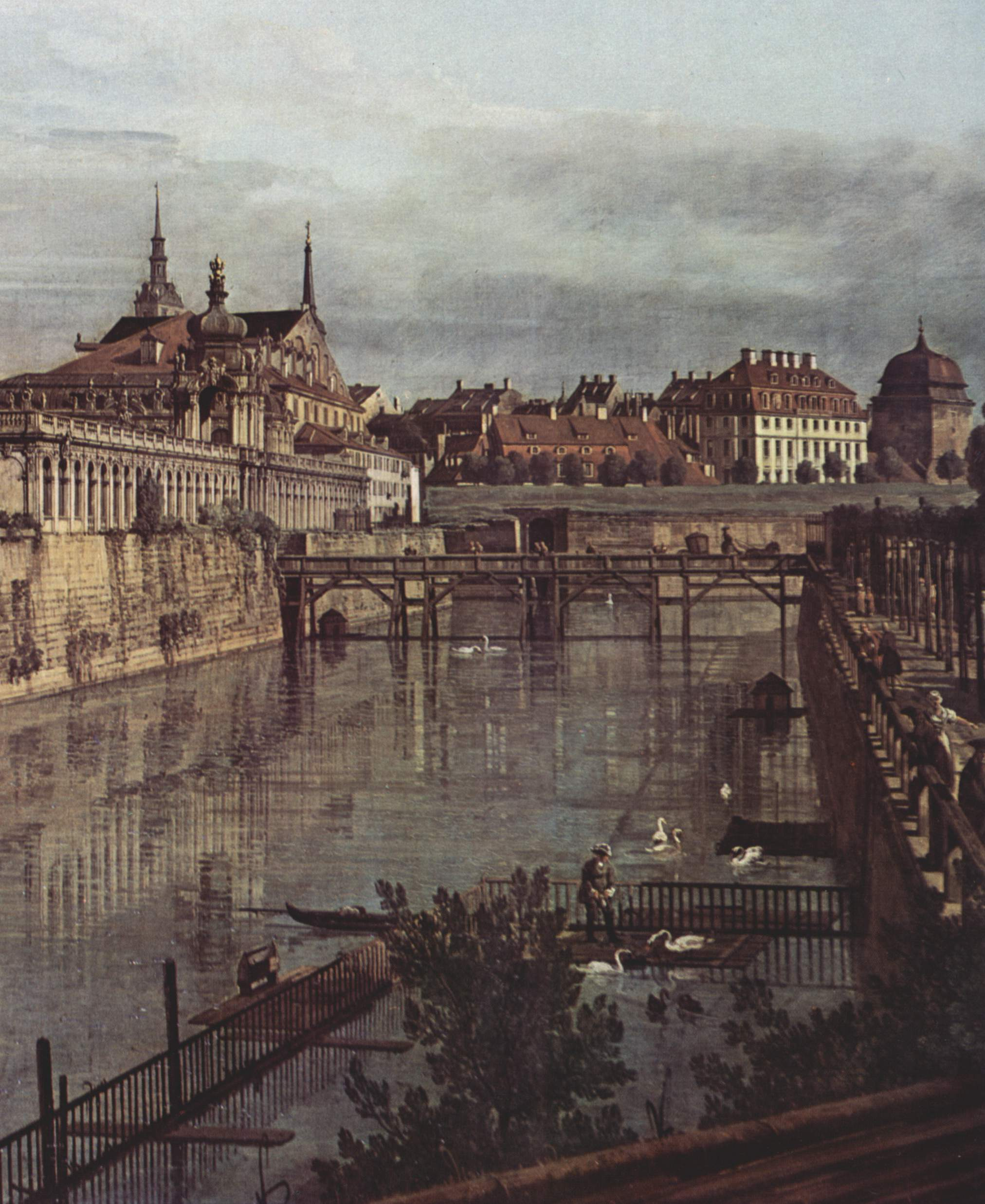
A Zwingergraben a vizesárok-híddal és koronakapuval (Bernardo Bellotto,1752 körül)

Erős Ágost választófejedelem uralmát Drezda városának intenzív építészeti fejlődése jellemezte. Uralkodásának kezdetén, 1694-ben Drezda épületeit a fachwerkes faépítészet jellemezte. Az 1687 és 1689 között tett korábbi európai lovagi körútja már számos benyomást hagyott benne, és arra ösztönözte, hogy városát a nagy franciaországi és itáliai mintákhoz igazodva új építészeti arculattal lássa el. Nagymértékben támaszkodott a francia és olasz szakemberek művészeti és tervezői befolyására. Egyik legfontosabb eredménye a városkép átalakítása volt, tekintélyes kőépületekkel és nagyvonalúan tervezett kertekkel. Az 1701-es palotatűz megerősítette a rezidencia és az akkor 30 000 lakosú város bővítésére irányuló törekvéseit. Ágost nagy figyelmet fordított a Zwinger-projektre, köszönhetően az utazásai során szerzett tapasztalatainak. 
A konkrét kezdeti megfontolások már 1701-ben az „első terv” néven ismert tervhez vezettek, amely egy új, kertekkel és udvarokkal rendelkező palotát álmodott meg. A régi orangerie elavultnak tűnt, és már nem felelt meg az elvárásoknak. Bizonyos hatással lehettek a választófejedelem hajlamaira azok a benyomások, amelyeket gyermekkorában az udvari „vígjátékokból” szerzett, amelyekben kertész szolgájaként szerepelt. A legrégebbi fennmaradt tervet Marcus Conrad Dietze udvari építész készítette. Ez az egykori erődítmény egyik régi bástyájánál („zur scharfen Ecke”) építészetileg kialakított pihenőkertet (Lustgarten) írt le. Gurlitt művészettörténész a régi bástya területén a z uralkosó szándékait úgy írta le, hogy „egy díszudvar létrehozása” volt a cél, amelyet ünnepélyek rendezésére is lehetett használni.
A barokk Zwinger építéstörténete 1709-ben kezdődött, amikor Erős Ágost megbízást adott egy félköríves, faépületekkel szegélyezett vásártér építésére a palotától nyugatra, a mai Színház tér területén. Ez az impozáns, de időjárásálló faszerkezet 1714-ig állt a helyén, és megelőlegezte a későbbi Zwinger funkcióját.
A boltíves galériák, a Nymphenbad és a későbbi Matematikai-fizikai Szalon épületszárnyának munkálatai 1711-ben kezdődtek. Matthäus Daniel Pöppelmann építőmestert és Balthasar Permoser szobrászt bízták meg ezzel az igényes munkával. Permoser mellett olyan tapasztalt szobrászok dolgoztak, mint Johann Benjamin Thomae, Paul Heermann, Johann Christian Kirchner, Johann Matthäus Oberschall és a zittaui Johann Joachim Kretzschmar.
Pöppelmann a Zwinger-épület megvalósításának előkészítése során és a megvalósítás alatt több európai várost is meglátogatott, hogy a projekthez kapcsolódó inspirációkat és összehasonlító benyomásokat gyűjtsön saját építészeti tanulmányaihoz. Megbízója költségén 1710-ben Prágán, Bécsen és Firenzén keresztül Rómába és Nápolyba utazott. A választófejedelem 1710. január 4-én elrendelte, hogy „...Pöppelmann építőmester utólag Bécsbe és Rómába menjen, hogy megnézze mind a paloták, mind a kertek építésének jelenlegi módját ...”.
1715-ben Pöppelmann építészeti tanulmányok céljából Franciaországba utazott. A versailles-i kastély és parkja mellett számos más célpontot is felkeresett, köztük a Saint-Cloud-i kastély parkját André Le Nôtre vízjátékával. Le Nôtre hozta létre a versailles-i parkot is, és XIV. Lajos fő kertépítészeként a korabeli kerttervezés szakmai szaktekintélye volt. Pöppelmann benyomásai a Marly-le-Roi-i vidámparkról nem kis mértékben befolyásolták a drezdai Zwinger bővítésének terveit, mivel Jules Hardouin-Mansart építész ott egy kiterjedt vízi létesítményt épített. Pöppelmann Hollandián keresztül utazott vissza (Rotterdam, Delft, Leiden, Haarlem és Amszterdam). Apeldoorn közelében meglátogatta a Het Loo kastélyt, amely hosszú szárnyai és pavilonszerű saroképületeivel nagy hatással bírt a későbbi tervekre.
A pavilon tervét állítólag 1715-ben véglegesítették, az építkezés egy évvel később kezdődött. Az uralkodó 1717-ben azt akarta, hogy a munkálatokat gyorsítsák fel, mert közeledett fia esküvője. Nagy erőfeszítéseket tettek a Zwinger építésének valószínűleg legnehezebb részének befejezésére, és 1719-ben a Zwinger építési munkálatai ideiglenesen befejeződtek. Az abban az évben tervezett ünnepségekhez, amelyekkel a választófejedelem fiának, II. Frigyes Ágostnak és az osztrák Mária Jozefának a házasságkötését akarták megünnepelni, így szükség volt egy ünnepi területre. Az új épületet erre készítették elő, és a befejezetlen területeket ideiglenes burkolatokkal és díszítésekkel takarták el. 
A bástya felőli oldalon lévő pavilonokat és galériákat építették meg először, és ezek szolgáltak orangerie-ként. Ezután épültek ki a déli oldalon lévő szárnyak, valamint 1722-ben a keleti oldalon lévő épületek. Az északi oldal azért maradt beépítetlen, mert Erős Ágost azt tervezte, hogy egy második udvarral bővíti, és egy új palotához kapcsolja hozzá. Hogy ezt a befejezetlen oldalt lezárják, 1722 nyarán ideiglenes megoldásként egy árkádszerű támfalat építettek. Az új palota tervei sohasem elégítették ki a királyt, Pöppelmann tervei egyre burjánzóbbak lettek, és végül nem kevesebb, mint hét tágas palotaudvar sorozata lett volna, amelyek közül maga a Zwinger csak az egyik oldaltengely előudvara lett volna; megfelelő kivitelezés esetén Közép-Európa legpompásabb rezidenciája jöhetett volna létre. A pénzhiány, ami miatt a király folyamatosan halogatta az építkezés megkezdését, nemcsak az nagy északi háborúba való részvételnek és a birtokok részvételi jogait tartalmazó alkotmányos berendezkedésnek volt köszönhető, hanem annak is, hogy Erős Ágost nagy hangsúlyt fektetett a költséges udvari ünnepségekre, amelyek számára nem elsősorban szórakozást jelentettek, hanem allegorikus előadásokat a nemességnek és a népnek, amelyekkel szemben a hatalmi igényét hangsúlyozták. A Zwinger még ma is tanúskodik az akkori pompáról.
Az épületek által körülzárt terület díszítésére és az udvar ellátása érdekében Frigyes Ágost a 204x116 méteres területen egzotikus növényekkel és narancsfákkal beültetett zöldfelületeket ültettetett. Ezzel párhuzamosan neves szobrászok, köztük Balthasar Permoser, szobrokat készítettek az épületek díszítésére. 1728-ban az elbai homokkőből épült komplexum a Harangjáték-pavilonnal és a boltíves galériával ideiglenesen szerkezetileg is bezárult, és teljesen körbefogta az udvart.
A barokk Zwinger nem nyújtott elegendő helyet a kertészet gazdaságos fenntartásához, és ez a gazdasági terület nem nagyon volt összeegyeztethető a reprezentatív céllal, emiatt 1728-ban az uralkodó a déli szomszéd telken egy nagy méretű orangerie-t építtetett a választófejedelmi narancsos kertben, amelyet később egy második épület követett. Itt már gond nélkül lehetett a kertészeti tevékenységet folytatni, és az épületek a nagy számú érzékeny növény telelőhelyéül is szolgáltak.
Mivel az építési időszakból csak néhány számla maradt fenn, a Zwinger építésének költségeit csak megbecsülni lehet. Hermann Heckmann reálisnak tartja az 1726-ra vonatkozó 900 000 talléros összeget.

### Jelentőségvesztés és hanyatlás
Frigyes Ágost választófejedelem 1733-ban bekövetkezett haláláig a Zwingerben változó intenzitással folytak az építkezések. Ezt követően fia új megfontolás tárgyává tette az egykor tervezett szerkezeti bővítések folytatását. 1737-ben egy nagyvonalú projektet fontolgattak, amelyet az oberlandi Zacharias Longuelune építőmesternek tulajdonítanak. Ez a Zwinger-terület bővítését irányozta elő az 1738-ban megkezdett udvari katolikus templom későbbi építési helye felé, tágas lovardák építésével.
Az európai viszonyok azonban megváltoztak. Az építészetben a klasszicizmus irányzata kezdett érvényesülni, míg Szászországban más feladatok kerültek előtérbe (Moritzburgi kastély és parkja, Hubertusburg, vagy a Japán Palota). A gazdasági körülmények romlottak, ami közvetlenül érintette az államkasszát. A szökőkutakkal ellátott komplexum fenntartása jelentős kiadásokat igényelt, amit már nem tartottak szükségesnek. Johann Joachim Winckelmann, mint az antikvitás csodálója és a klasszicizmus kedvelője, a pompás barokk korszakot az azt megelőző fejleményekre hivatkozva a „aberráció” idejeként ítélte el.
A komplexum gyors jelentőségvesztését jelzi, hogy Pietro Mingotti operavállalkozó 1746-ban engedélyt kapott arra, hogy a Zwingerhofban fából készült színházat építsen. Az udvari színház 1746. július 7-én John Barclay Argenide című operájával nyílt meg, és 1748-ban egy előadás után leégett. Alapjai csak az 1929/1930-as felújítási munkálatok során tűntek el végleg.
Az 1756 és 1763 között zajló hétéves háború meghiúsította a további polgári fejlesztéseket. A háború alatt a terület jelentős károkat szenvedett az ágyútűzben, mivel a fővárost övező erődítmény része volt. A megszálló csapatok munkaterületként is használták, az épületeket pedig raktárként. Az ostrom és a város egyes részeinek elpusztítása után 1759-ben ismét felmerült a Zwinger befejezésének vágya. Ezek a megfontolások ellentétben álltak azzal az elképzeléssel, hogy a jövőben lemondjanak az erődítményekről. A polgárok a városfalak megőrzését és bővítését támogatták, míg a választófejedelem hajlott arra, hogy új kertészeti tervek javára lebontsák azokat. A vita során a Bajorországból idehívott François de Cuvilliés építőmestert bízták meg egy új terv elkészítésével (lásd a mellékelt képet). 
A Pöppelmann, Longuelune és Cuvilliés által tervezett új palotakomplexum bővítései mind megvalósulatlanok, a szobrászati díszítések pedig befejezetlenek maradtak. A Zwinger Elba felőli oldala csak 1847 és 1854 között készült el a Gottfried Semper által megkezdett, majd 1849-es száműzetése után Karl Moritz Haenel által befejezett képtárral.

### Felújítási munkálatok és átalakítások a 19. században
A 19. század elején végzett felújítási és átalakítási munkálatok célja az volt, hogy a Zwinger a fejedelmi gyűjtemények központi helyeként szolgáljon. E célból a falfelületekre kiállítási felületként volt szükség, ezért néhány ablakot és ajtót befalaztak. Marcolini beavatkozása megteremtette a Zwingerben a múzeumnegyed ötletét, ezzel megmentve azt az utókornak, de jelentős károkat okozott az épület szerkezetében, amelyekre csak jóval később derült fény. A homokkő faragványokon egyfajta kemény stukkóval („massa”) végzett javítások és a homokkő olajfestékkel való bevonása később katasztrofális következményekkel járt.
A felújítási munkálatok során vitatott kérdéssé vált a balusztrádok újratervezése. A klasszicizmus korabeli építészeti elképzelései (egyszerű tárgyiasság, gyér szobrászati díszítés) oda vezettek, hogy a felújítási munkálatok során a balusztrádokon lévő összes figurát és vázát eltávolították, amelyek közül sok új helyre került az Ostra-Allee-n található Palais Chiaveris, később Prinz-Max-Palais átalakításakor. A Falpavilon szerkezeti átalakításai során ez a terület elvesztette a korábbi vízjátékok medencéit.
A drezdai városfalakon való elhelyezkedése és magtárként való használata miatt a Zwinger további károkat szenvedett a koalíciós háborúk során. A napóleoni háborúk időszakában a drezdai erődítmények lebontására is sor került, amelyet egy bontási bizottság felügyelt. 1812-ben a Koronakapu előtti várárkot feltöltötték, a hidat pedig eltávolították. Gottlob Friedrich Thormeyer udvari építész azonban megtartotta a Zwingerteichet mint vízterületet, a kerteket pedig újraterveztette és karbantartotta. Az épületegyüttes körül így jelentősen megváltozott az urbanisztikai viszony. Thormeyer, akit a bizottság művészeti tanácsadójává neveztek ki, arról is gondoskodott, hogy a Zwinger königsteini erődbe szállított építéstörténeti dokumentumai visszakerüljenek Drezdába. 1840 körül csak néhány kisebb átalakítást végeztek a gyűjtemény elhelyezésének javítása érdekében. I. Antal szász király (1827-1836) és az ugyancsak művészetkedvelő minisztere, Bernhard von Lindenau uralkodása alatt az itt elhelyezett gyűjtemények bizonyos napokon ingyenesen látogathatók voltak.

### A  Semper Galéria építése
Időközben Karl Friedrich Schinkel javaslatára Gottfried Semper építész Drezdába érkezett, és megbízást kapott a Zwinger-kertek befejezésének újratervezésére. Ismét előkerült Pöppelmann eredeti tengelyszimmetrikus koncepciója, és a Forum-tervnek keresztelt változatát mutatták be az uralkodónak. Az Elba felé néző szárnyakat és egy operaházat kívántak hozzáépíteni a francia és a német pavilonhoz. A mai Színház tér egy parkosított kertrész fő része lett volna. Az operaépület, a Semperoper első épülete kivételével, amely 1869-ben leégett, ezt a nagyvonalú tervet elvetették, és Semper egy masszív, keresztirányú épület tervezésére kapott megbízást, amelyet azonban elutasított. 1847. január 9-én adták ki a hivatalos megbízást, hogy ne csak a Zwinger hézagát zárják le, hanem Pöppelmann Zwinger-épületének elavultnak tartott tetőformáit is fedjék el. Az épület mintájául a müncheni Alte Pinakothek magasreneszánsz stílusú épületét választották. Semper egy nagy kupolát tervezett, amelynek nyolc oldala árkádokban nyílt volna, és amely alakra is megfelelt a Zwinger koronakapuján lévő kupolának. Miután Semper elmenekült, tanítványa, Bernhard Krüger elvetette a terveket. Hét tervezet után 1847. július 23-án tették le az alapkövet. Krüger 1851-ben Karl Moritz Haenellel Berlinbe és Münchenbe utazott, hogy a belső építészeti részleteiket felmérje. Az építkezés 1854-ig tartott; 1855. szeptember 25-én adták át a múzeum épületét Új Múzeum néven.

### Az 1849-es drezdai májusi felkelés következményei az épületre nézve

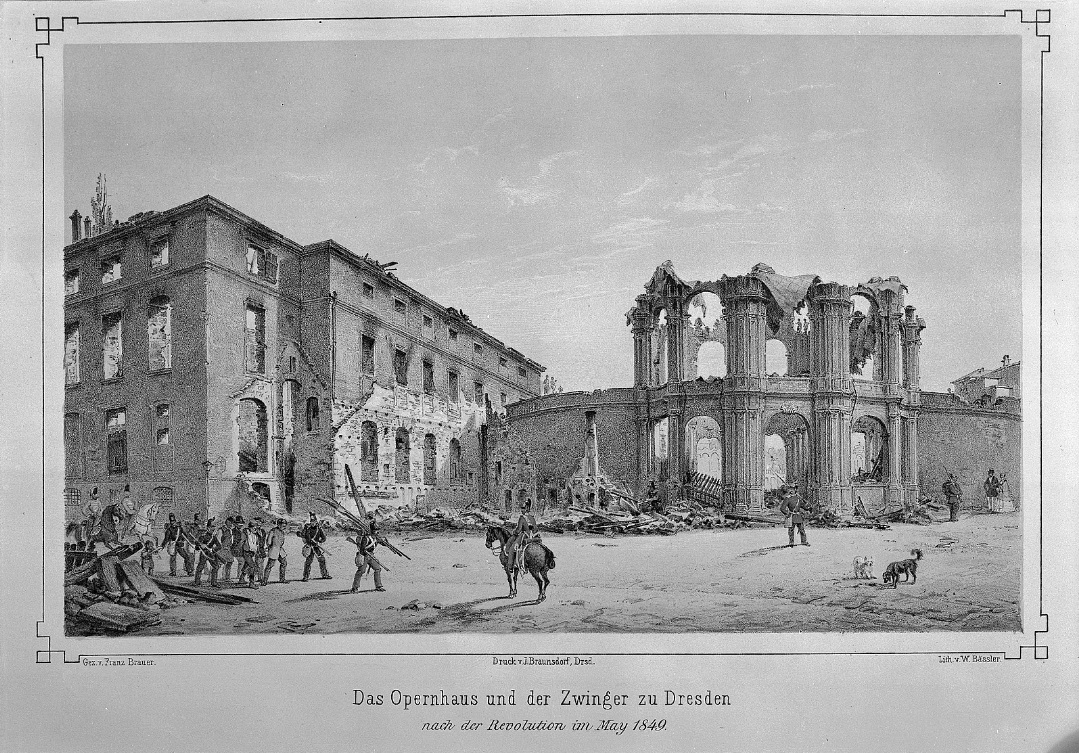
Az 1849-ben leégett Várospavilon és a régi operaház romjai

1848-ban a népek tavasza elérte Szászországot is, és komoly változásokat hozott magával. Semper 1849-ben kénytelen volt elhagyni Drezdát, mivel aktívan részt vett a drezdai májusi felkelésben a kommunisták oldalán, és tervének befejezését Karl Moritz Haenel építészre bízta. Ők ketten többször is levélben tartották a kapcsolatot. 
A forradalom idején Drezda városában néhány épületet stratégiailag hátrányosnak tekintettek. Ezek közé tartozott a Zwinger külső oldalához csatolt operaház is. Az Ideiglenes Kormány jóváhagyásával a Szent Szófia-templom barikádparancsnoka 1849. május 6-án parancsot kapott az épület felgyújtására. A felkelők eredetileg azt remélték, hogy a tűz átterjed a szomszédos fejedelmi palotára is. A tűz azonban a szélirány megváltozása miatt átterjedt a városi pavilonra és az épületegyüttes más részeire. Ez jelentős szerkezeti károkat okozott, és a Zwinger keleti része a városi pavilonnal együtt teljesen megsemmisült. Drezdát egy másik nagyon fájdalmas veszteség is érte: a Szász Botanikai és Kertészeti Társaság botanikai gyűjteményei is elégtek a lángokban. Ezek között volt egy 6000 növénymintát tartalmazó herbárium és egy több mint 800 kötetes tudományos könyvtár is. Abban az időben ez volt a kevés európai botanikai szakkönyvtárainak egyike, és emiatt az legjelentősebb. Végül 1863-ig tartott a megsérült Zwinger újjáépítése Karl Moritz Haenel vezetésével. 

### Az épület megőrzésére tett korai kísérletek
A  Semper Galéria befejezése után a Zwinger épületei esztétikai diszharmóniába kerültek. Az új és frissnek tűnő szárnyat elöregedett hosszú galériák és egy fákkal és gyógynövényekkel benőtt nimfamedence állt szemben. Ez utóbbit Haenel 1855-ben romként írta le, amelyet ebben az állapotában a késő romantikus szempontoknak megfelelően meg akart őrizni. Hogy az új  Semper Galéria színéhez illeszkedjen, az egész régi építményt olajlakkozással vonták be. További megkérdőjelezhető kezelések, mint például a nemrég feltalált portlandcementtel való kiegészítések, hozzájárultak az épületegyüttes állapotának gyors romlásához.
Cornelius Gurlitt és Robert Dohme a Die Architektur und das Kunstgewerbe des XVII. und XVIII. Jahrhunderts, valamint az 1884 és 1889 között megjelent egyéb kapcsolódó kiadványai új szemléletet és elfogadó hozzáállást hirdettek a drezdai barokk meglévő épületeivel szemben. 1898-ban a Műemlékvédelmi Bizottság megvizsgálta a Zwinger korábbi restaurálási munkálatait, és többek között úgy döntött, hogy nem szabad többé színes bevonatot alkalmazni, és csak a legjobb elbai homokkőből készült kváderköveket szabad használni. Az elégtelen finanszírozás miatt a restaurálást csak 1911-ben kezdték el a megfelelő, gondos módszerekkel.
A barokk stílus újraértékelése állhat a drezdai művészeti akadémia professzora, Georg Wrba és az érintett építészek közötti heves vita hátterében, amelynek középpontjában a Zwinger balusztrádjainak végformája állt. Wrba egy nehéz, kocka alakú középpontú formát részesített előnyben, míg az építésben részt vevők, mint például August Schmarsow lipcsei művészettörténész professzor, a régebbi palackforma mellett foglaltak állást. Ez a számos helyen kicserélendő alkotóelem formája körüli küzdelem a műemlékekkel kapcsolatos, mára óriásira nőtt tudatosság kifejeződése volt, amely a mai modern nézetekhez hasonlóan az eredeti forma megőrzésén alapul, későbbi tervezői beavatkozások nélkül.
Az átszervezés ellenére az első világháború kitörése előtt a helyreállítási munkálatokkal kapcsolatos problémák gyorsan nőttek. A munka 1915-ös leállítása tovább súlyosbította az épület helyzetét, és felgyorsította a pusztulást. Számos figura leesett a talapzatáról és az ereszcsatornákban hevert. Nagyobb alkatrészek az épületről leválva veszélyeztették a közlekedési területet. 

### A Zwingerbauhütte létrehozása
A munkálatok 1921-ben kezdődtek újra, de a hiperinfláció idején bekövetkezett pénzromlás miatt rövid idő után leálltak. Csak a Zwingerbauhütte 1924-es megalapításával sikerült megállítani a hanyatlást. Hubert Georg Ermisch 1924. október 15-től lett ennek a restauráló műhelynek a vezetője, amely kezdetben 1936-ig átfogóan működött.
Az épületegyüttes teljes külső homlokzatát lúgszerű anyaggal megszabadították az olajfesték-rétegektől, és az összes cement és stukkó kiegészítést, valamint az erősen elhasználódott homokkő területeket helyettesítették. Ezenkívül a teljes komplexum vízelvezető-rendszerét alaposan felülvizsgálták és módosították. Az akkori ismeretek szerint a teraszokat átfogóan vízszigetelték a nedvesség ellen. Művészettörténeti tervezési kérdések tekintetében a Pöppelmann által megrendelt rézmetszetek szolgáltak alapul, amelyek illusztrációival számos alkotóelem dokumentációját szolgálták, és így alátámasztották a korhű restaurálás igényét. A későbbi átalakításokat és kiegészítéseket a munka során eltávolították. A munkálatok finanszírozására külön lottójátékot bocsátottak ki, melynek hasznát a restaurálásra fordították.
A Matematikai-fizikai Szalon 1929. március 20-án nyílt meg újra, és a 19. század óta feltöltött várárok egy részét is helyreállították. A külső homlokzaton végzett munkálatok 1936-ban fejeződtek be, majd a belső tér helyreállítása következett. A porcelángyűjtemény 1939-ben nyílt meg a nagyközönség előtt. A természettudományi gyűjtemények számára új megoldásokat kerestek, mivel a Zwinger épülete kedvezőtlennek bizonyult a bemutatásukhoz.

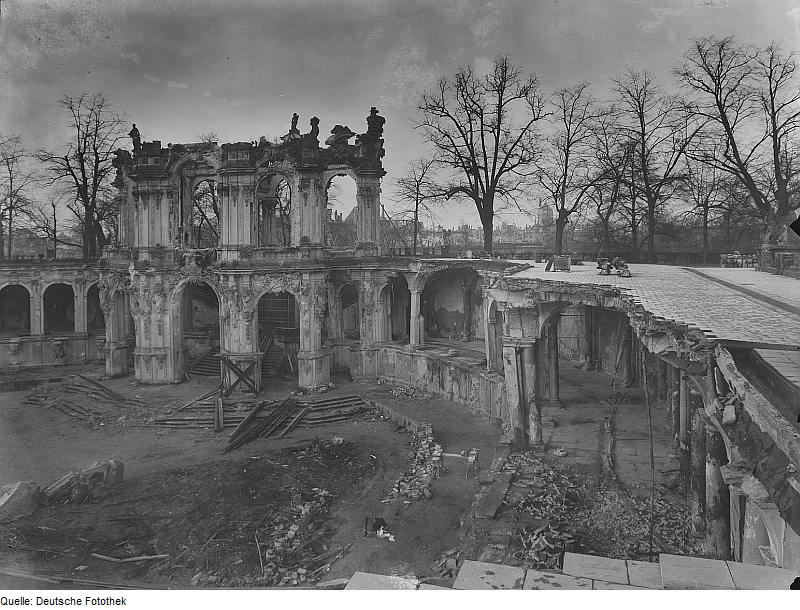
A Falpavilon és az Ívgalériák romjai az 1945-ös bombázás után

### Az épületegyüttes pusztulása

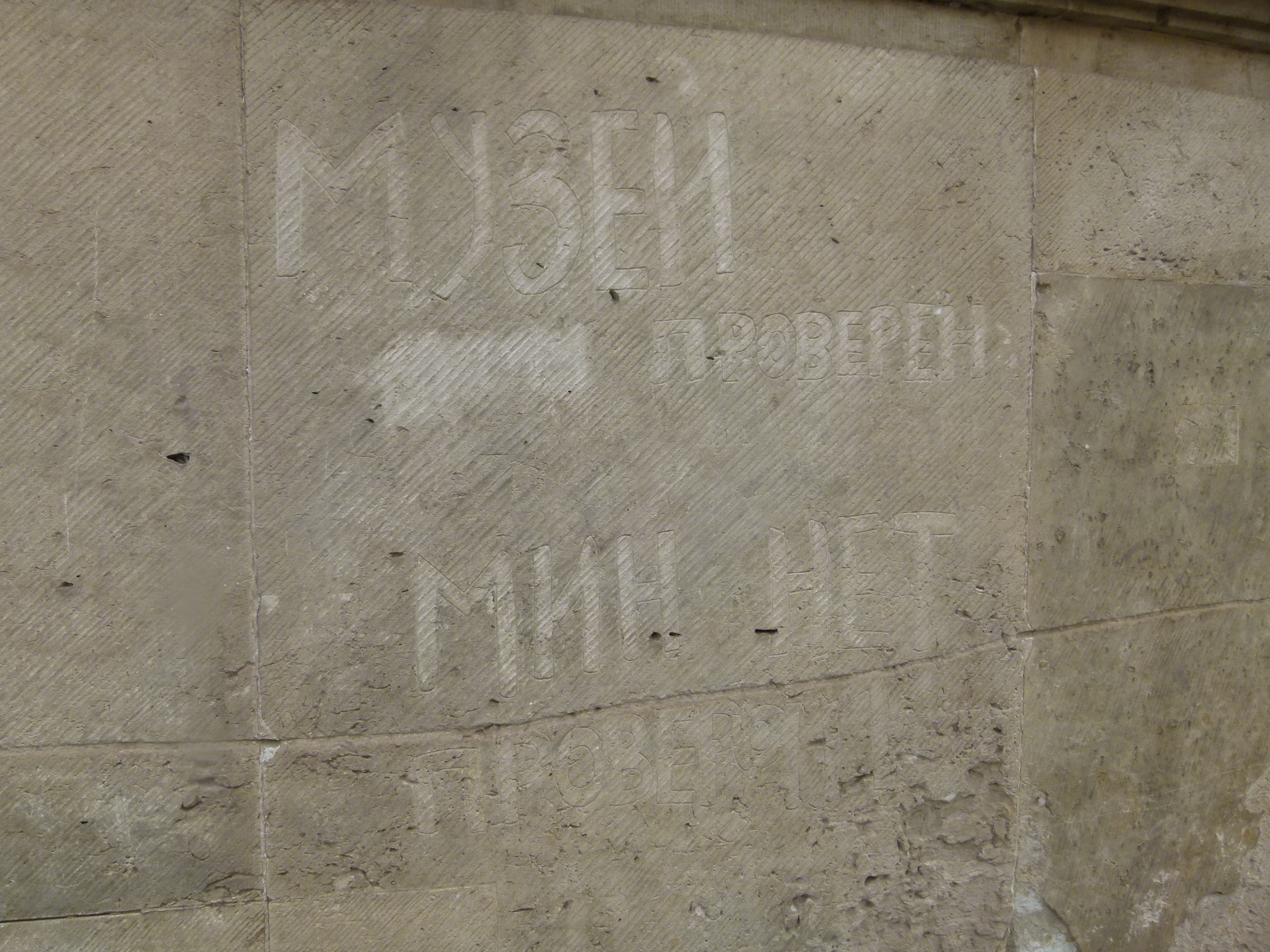
A szovjet aknamentesítés máig fennmaradt felirata

Alig néhány évvel később a szakértők 1924 óta tartó, a Zwinger megmentésére tett erőfeszítéseinek kézzelfogható eredményei a pusztulás áldozatává váltak. A második világháború alatt a Zwinger súlyos károkat szenvedett a szövetségesek 1945. február 13-i és 14-i bombatámadásokban. Hans Nadler a következőképpen jellemezte a helyzetet: „Ami megmaradt, az a következő volt: A Nymphenbad, a 4 sarokpavilon zárófalai, a hosszú galériák, a városi pavilon és a Koronakapu. A Bástyapavilon a függőlegesen kiálló falszárnyakon kívül megsemmisült, és a hozzá tartozó, az Elba felőli boltíves galériát is súlyosan megrongálták a nagy erejű bombák.” A képtár csak az északi oldalon szenvedett jelentős károkat. Az összes épület és tetőszerkezetük kiégett. A tetőfedések, amelyek közül néhány bonyolultan megmunkált rézlemezekből állt, foszlányokban hevertek a teraszokon és a Zwinger udvarán. Néhány ablakból lángok csaptak ki, és a tűz hatása fölött a hőrobbantás és az ásványi szerkezetben bekövetkezett szerkezeti változások miatt visszafordíthatatlanul károsították a homokkőzetet. Egyes homlokzati elemek az anyagfeszültségek miatt összeomlottak, és közben összetörtek. Az épület számos még álló része már nem volt stabil, és a teljes összeomlás szélén állt.
Különösen ismertté vált egy fénykép, amely egy szovjet katona által készített orosz nyelvű feliratot örökített meg: „Замок/Музей проверен. Мин нет. Проверял Ханутин.” (A kastély/múzeum meg lett tisztítva, nincsenek aknák,átvizsgálta Csanyutin). A felirat a Theaterplatz felől a  Semper Galéria portikuszának jobb oldalán található, a Theaterplatz felől nézve, és az immár csökkent olvashatósága miatt egy táblával egészítették ki.

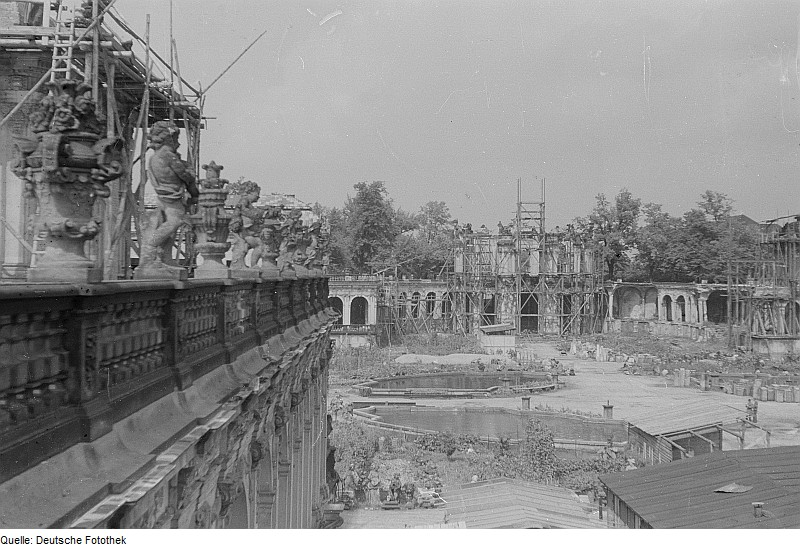
A felállványozott romok a megkezdett újjáépítéskor (1948)

### Újjáépítése
1945. augusztus 14-én került sor az első, az újjáépítést koordináló megbeszélésre, amelyen részt vettek a drezdai tisztviselők is. A szovjet katonai közigazgatás (SMAD) augusztus 18-án azonnal jóváhagyta a faanyagok kiadását, ezzel is demonstrálva, hogy támogatja a drezdaiak újjáépítési terveit. A szovjet katonai közigazgatás által kiadott két kulturális parancs a kulturális épületek védelmét és újjáépítését rendelte el. Ennek alapján az újonnan megalakult szász államigazgatás 1945 szeptemberében jóváhagyta az első költségvetési forrásokat a Zwinger újjáépítésére, így 1945 szeptemberében megkezdhette az újjáépítést a Zwingerbauhütte, amelyet az év őszén „Zwinger-építési osztály” hivatalos néven újraalapítottak, és amelyet Hubert Georg Ermisch drezdai építész vezetett. Az első közreműködők között volt Albert Braun szobrász (1899-1962), Max Zimmermann (1881-1962) és Arthur Frenzel (1899-1975) építészek, valamint a rézlemez-munkáknál Jagy mester.
Az első nyilvános bemutatóra 1951 májusában került sor, amikor a belső udvar egy része látogathatóvá vált. Ugyanebben az évben meghosszabbították a Zwinger-árkot, és a tavakkal közös vízfelületet alakítottak ki belőlük. A Koronakapu 1951 júliusában, a Matematikai-fizikai Szalon 1952 júniusában, a Falpavilon három nyeregtetője 1954-ben, a Harangjáték-pavilon pedig 1955-ben készült el. A Képtár 1956. június 3-án nyílt meg Drezda 750 éves évfordulója alkalmából, de csak 1960. október 30-án készült el. Az újjáépítés költségei összesen 7,9 millió keletnémet márkát tettek ki. 1960-ban elkészült a Francia Pavilon egyszerűsített változata.
A megmaradt értékes stukkó- és márványelemeket megmentették a későbbi rekonstrukcióhoz. A Falpavilont csak 1963-ban nyitották meg a nagyközönség előtt. A belső teret ez évig ideiglenes kialakításban múzeumi használatra rendezték be. Körülbelül 1963 óta a Zwinger külsejét nagyrészt a háború előtti állapotában állították helyre. Hiányzik azonban a háborúban súlyosan megrongálódott és 1962-ben teljesen lebontott Szent Szófia-templom látványa. Hans Nadler, az akkori állami kurátor, később Drezda díszpolgára becslése szerint a Zwinger második világháború utáni helyreállítása 1965-ig összesen 11,8 millió márkába került, ebből 2,7 millió márka az erre a célra kibocsátott Zwinger-lottóból származott. A belső tér rekonstrukciója és kialakítása a még a mai napig is tart.

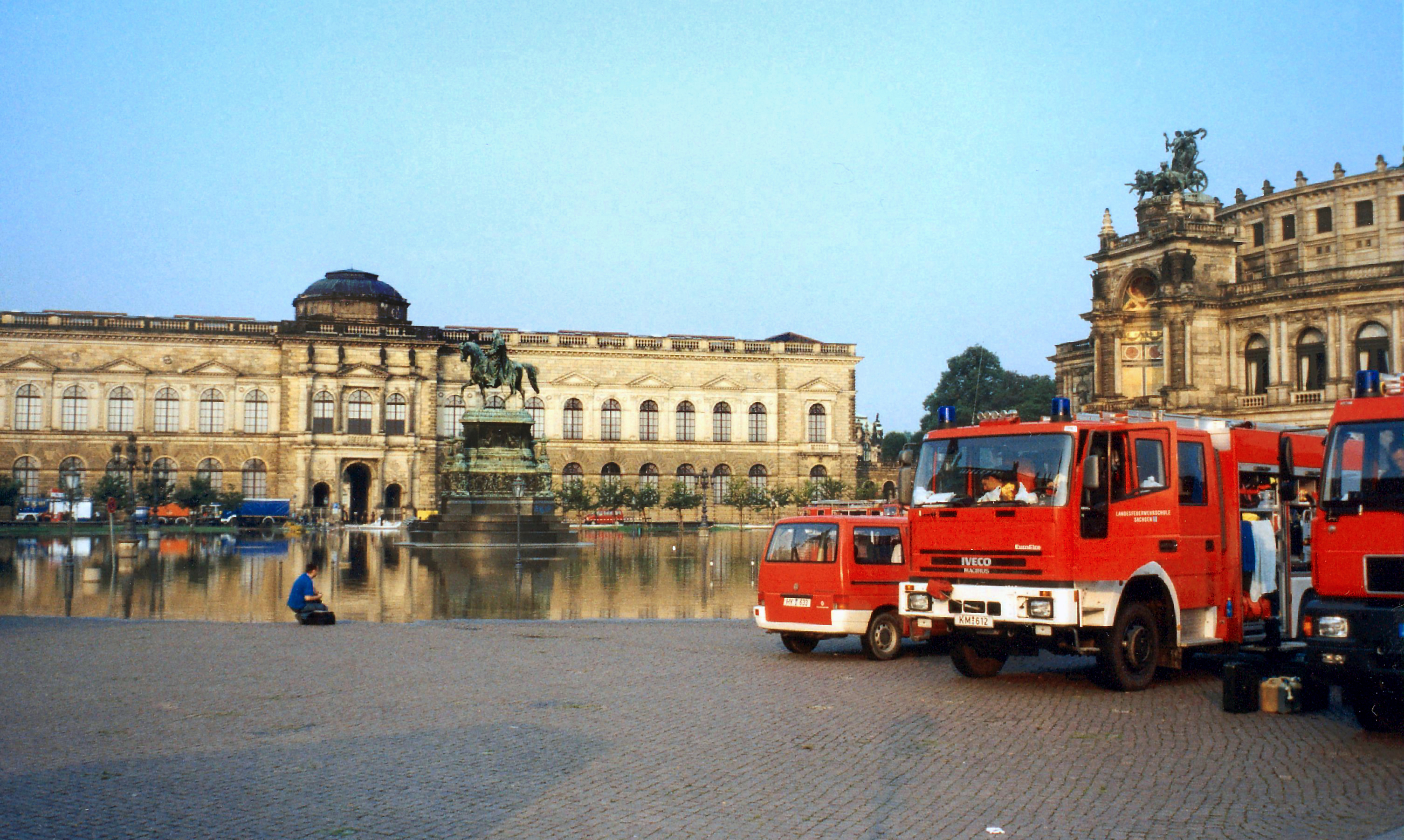
A Theaterplatz víz alatt 2002 nyarán

### A 21. században

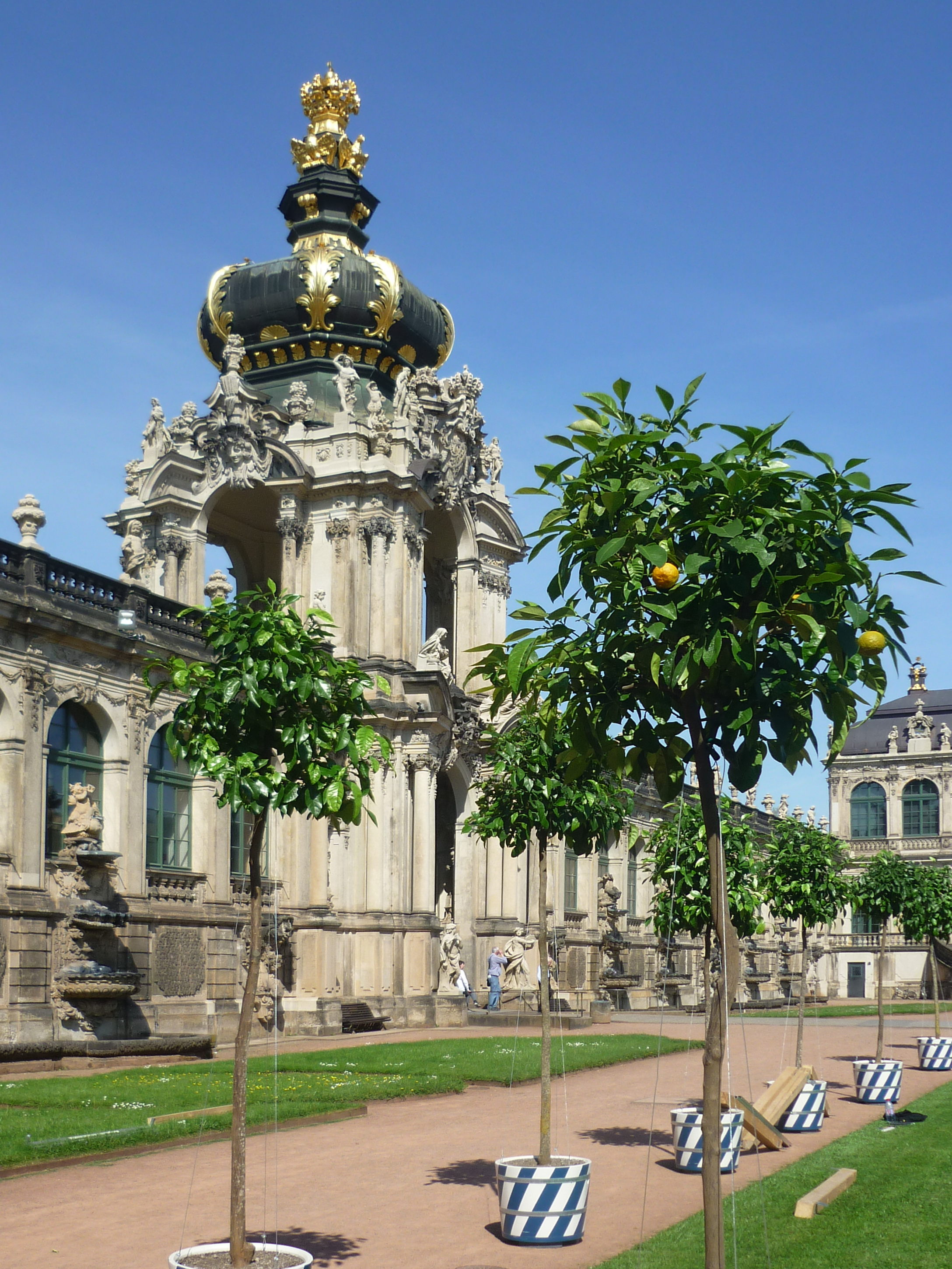
Újratelepített narancsfák a belső udvaron

A 2002. augusztusi Elba-árvíz idején a Zwinger közvetlen közelében folyó Elba vízszintje 9,40 méterre emelkedett. Azonban nemcsak az Elba, hanem a várostól nyugatra fekvő Weißeritz is kilépett a medréből. Az Elba e mellékfolyója az árvíz erejét kihasználva ideiglenesen eredeti folyásának irányába terelődött el. Ennek következtében Drezda óvárosát két irányból árasztotta el a víz, a Zwinger pedig az áradás középpontjába került. A tűzoltóság és a műszaki segélyszervezet nagy erőfeszítései ellenére az épületegyüttes belső udvarának elárasztását nem lehetett megakadályozni. A Weißeritz a régi medrében folyt át Friedrichstadton, Wilsdruffer Vorstadton és a Zwingeren, és a Landtag előcsarnokánál ömlött az Elbába. A műtárgyak megmentésének reményében a pincébe vitték őket, de a víztömegek még ott is veszélyeztették a kulturális örökséget. A Zwingerhofot csak napokkal az árvíz levonulása után szivattyúzták szárazra. Az árvíz jelentős szerkezeti és kertészeti károkat hagyott maga után.
2008 májusától 2012 novemberéig a Matematikai-Fizikai Szalont alaposan felújították, amelynek során a régészek a Grotto-teremben lévő vízvezetékek régi csöveit tárták fel, és nagyszámú stukkótöredéket találtak. Ennek következtében a Matematikai-Fizikai Szalon nem kaphatta meg a tervek szerinti alagsort a kiállítótér bővítése érdekében. Ehelyett 2010-ben megkezdődött egy földalatti, a falakkal szembeni bővítmény építése, amelyben egy új, ablak nélküli kiállítóterem kapott helyet a fényérzékeny eszközök számára, valamint egy műhely és egy technológiai raktár. 2013. április 14. óta a kibővített szalonban őrzött matematikai és fizikai eszközök gyűjteménye ismét látogathatóvá vált, és a látogatók számára is nyitva áll.
2012 októberétől 2016-ig 650 000 euróból újították fel a Koronakapu épületét és a hozzá tartozó műalkotásokat.
A Semper Galériát 2013 és 2019 között hozták helyre. Az első építési szakaszban a keleti, majd a nyugati szárnyat újították fel összesen 49,8 millió euróból. Az elhasználódás jelei, a tetőablakok károsodása és statikai problémák tették szükségessé a teljes felújítást. Az épület eredeti szerkezetét megtartották, viszont javításokat hajtottak végre a látogatótér, a menekülési útvonalak, a megközelíthetőség és az épületgépészet terén. Emellett egy új nappali megvilágítási rendszert telepítettek, amely a mesterséges fényt csak támogatásként használja, így a Régi Mesterek Gyűjteményét az időjárástól és a napszaktól függően eltérő módon kell megvilágítani.
2017 májusában 76 narancsfát (keserű narancs) ültettek el történelmi minták alapján kék és fehér mintás dézsákban, amelyek a nyári hónapokban mindig ott lesznek kiállítva. A legnagyobbak 3 méter magasak, ezeket 2013-ban vásárolták Olaszországból, gondozásukat a fák örökbefogadói és szponzorai fizetik. Ez volt az első alkalom, hogy 1880 óta narancsfák láthatók a Zwingerben.
A Zwingerhof 2021 óta átfogó felújításon esik át. Az összetett rekonstrukció céljai az alábbiak:
- a vízelvezetés, az öntözés, az elektronika, az adathálózat felújítása és megújítása
- a Zwingerben a rendezvények céljára szolgáló csatlakozási pontok kialakítása
- a burkolt felületek megújítása és homokkővel burkolt utak kialakítása
- a köz. és díszvilágítás megújítása és a Zwingerhof homlokzatainak diszkrét megvilágításának kialakítása
- a melléképítmények felújítása
- a gyep megújítása és tereprendezéssel egyenletes szintbe hozása.

A Szászországi Állami Régészeti Hivatal megbízásából a Szászországi Állami Ingatlan- és Építésügyi Hivatal (SIB) előzetesen elvégezte a kertek átfogó vizsgálatát. A projekt célja az volt, hogy a Zwingerhof-komplexumot a műemlékvédelmi hatóságokkal és az azt használó intézményekkel egyeztetve a műemléki státuszának megfelelően felújítsák. Számos régészeti lelet késleltette az építkezést, amely az eredeti tervek szerint 2024 végén fejeződött volna be. Az építési költségek a tervezett 10 millió euróról közel 15 millió euróra emelkedtek. Az udvaron zajló építkezés ellenére az épület minden része látogatható maradt.

Történelme során a Zwinger a Szász Királyság, majd Szászország Szabadállam tulajdona volt, és a mai napig is az. 1993. augusztus 1. óta a szászországi állami tulajdonban lévő kastélyok, várak és kertek fenntartására létrehozott Staatliche Schlösser, Burgen und Gärten Sachsen állami vállalathoz tartozik.

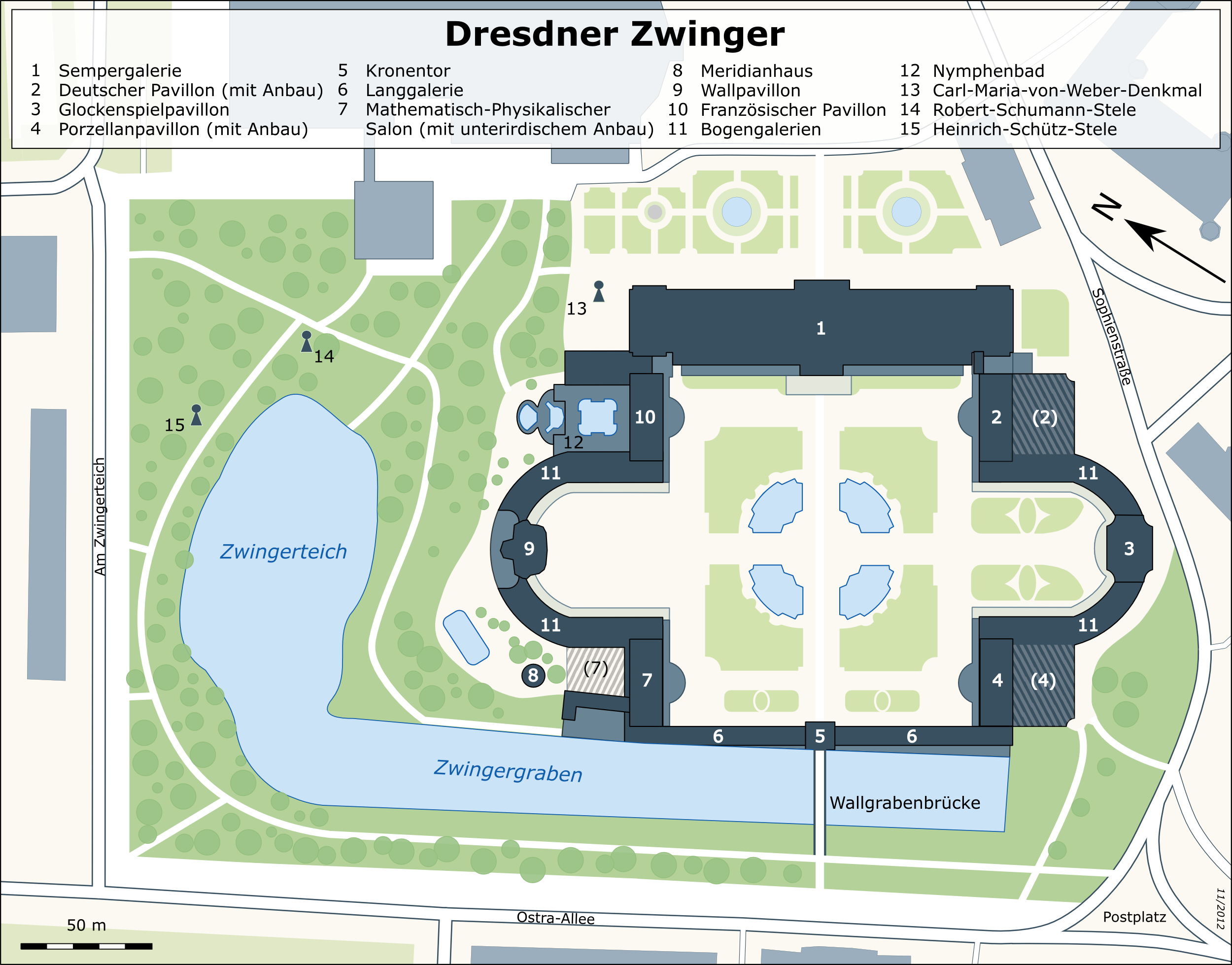
A Zwinger térképe

## Építészeti jellemzői és részei
A Zwinger belső udvara szinte négyzet alaprajzú, amelyhez északnyugati és délkeleti irányban tükörszimmetrikus, íves bővítményeket csatoltak. Ezt a bővítményt északnyugaton a Falpavilon, délkeleten pedig a Harangjáték-pavilon egészíti ki. A Hosszú Galéria a Koronakapuval viszont közvetlenül a tér délnyugati oldalához csatlakozik, akárcsak a Semper Galéria a szemközti oldalon. A tér négy sarkán négy kétszintes sarokpavilon áll a boltíves bővítésekkel szemben, név szerint a Porcelánpavilon, a Német pavilon, a Francia pavilon és a Matematikai-Fizikai Szalon.

### Pavilonok

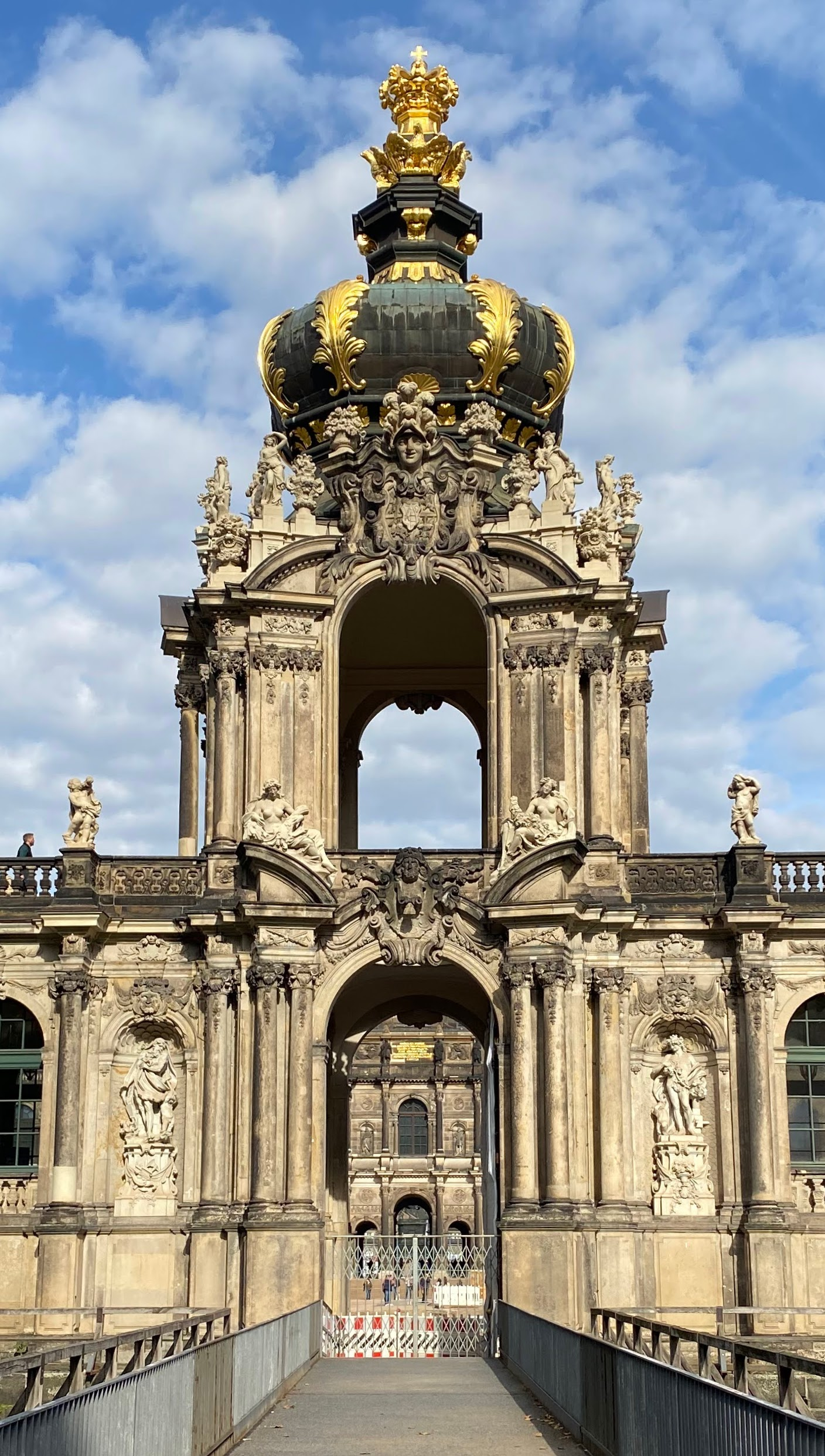
A Koronakapu

#### Koronakapu
A Koronakapu (Kronentor) egy portálpavilon, amely a Falpavilonnal együtt az épületegyüttes legismertebb és leglátványosabb része, és gyakran ábrázolják a Zwinger jelképeként. A kétoldali Hosszú Galériákkal együtt homlokzatával a régi várfalon áll; a kapu és a galériák azonban kis szöget zárnak be vele. A Koronakapu eredetileg a városon kívülről, a várfalon keresztül biztosította a bejutást az udvarra. Emiatt nem vezetett kőhíd a Zwinger-árok felett a Koronakapuhoz, hanem csak egy keskeny fából készült gyaloghíd, amelyet támadás esetén gyorsan le lehetett volna bontani. Ebben a formában építették újjá, amikor a 20. században feltárták és kibővítették az egykori vizesárkot. 
A Koronakapu architektúrája az olasz magasbarokk stílusra, de az ókori diadalívekre is emlékeztet. A két HosszúGaléria közepén áll; egy kis rizalit lehetővé teszi, hogy kissé kiugorjon azok síkjából. A nyolcszögletű alaprajzot négy, a sarkokban elhelyezett magas talapzat szegélyezi. E fölött emelkedik a boltozat, amelynek mindkét oldalán kettős oszlopok állnak. Oldalain további oszlopsor és egy kagyló alakú fülke található a Koronakapu és a Hosszú Galéria közötti átmenetnél. A bejárati emeletet felül erősen görbült párkányok, valamint áttört oromzatok egészítik ki. Az egyes oszlopok felett a királyi jogar, a kettős oszlopok felett pedig a keresztezett kardok díszelegnek. A boltívek két zárókövét kívülről egy oroszlánbőrös Herkules-fej, az udvari oldalon pedig egy női fej díszíti. A kettős oszloppárokk helyett kötegelt pilaszterek lazítják a pilléreket, így a felső szint kissé visszahúzottnak tűnik. A felső szint tetején ívelt párkányok, áttört oromzatok és figurális zárókövek egészítik ki az attikát. Ezen több váza és tizenkét alak található, amelyek az évszakokkal és Herkulessel kapcsolatos témákat ábrázolnak. Ezek a részben aranyozott rézlemezből készült, díszes barokk hagymakupolát szegélyezik, amely az építés idején a szász fényűzés jelképe lett. A tetején négy lengyel sas viseli a lengyel királyi korona másolatát. Eredetileg Herkules alakja vállán a földgömbbel a Koronakaput díszítette volna, ahogyan a Koronakaput is Herkules-kapunak tervezték. A Falpavilon koncepciójával a tervezést megváltoztatták, és ezt a figurát végül a Falpavilon felső homlokzati lezárásának szánták. A Koronakapu szobrászati díszítésére vonatkozó megbízásokat azonban már korábban elnyerték vagy elvégezték, és tematikusan összehangolták az eredetileg tervezett császári koronázással. Ez magyarázza a figuraválasztást, különösen az oromzat területén. A „Flóra tavaszi áldozata” című mennyezetfreskó a kupola belsejét díszítette 1945-ös megsemmisüléséig. Az álmennyezeten lévő kerek nyíláson keresztül az alsó folyosóról is be lehetett látni.
A Zwinger díszítésében részt vevő szobrászok szinte mindegyike jelentős művekkel járult hozzá a Koronakapu szobraihoz. Az eredeti szobrokat mára másolatokkal helyettesítették. Az ókori római Vulcanus (balra) és Bacchus (jobbra) istenek a Hosszú Galéria átmenetének fülkéiben állnak a víz felé néző oldalon. A Zwingerhof felé néző oldalon Ceres (balra) és Pomona (jobbra) szobrai állnak. Vulcan és Ceres alakja Permoser művei, Bacchust pedig Kretzschmar alkotta. Az udvar felőli kaput egy schalmei-on és egy tamburinon játszó zenészek szobrai szegélyezik; ezeket Heermannnak és Kretzschmarnak tulajdonítják. A Koronakapun kívül található a Wallgraben-híd. Az eredeti híd 1718-tól az erődítőfalon kívüli drezdai külvárost kötötte össze a Zwingerrel. Keskeny, fából készült gyaloghídként épült, amelyet egy esetleges támadás esetén gyorsan le lehetett volna bontani, hogy helyreálljon a terület védelmi funkciója. A hidat 1770-ben, 1780-ban, 1930-ban és 1951-ben kellett újjáépíteni az állapotromlás vagy a háborúk miatt. A legutóbbi újjáépítéskor szintén az eredeti, kevésbé díszes állapotot állították vissza.

#### Matematikai-fizikai Szalon

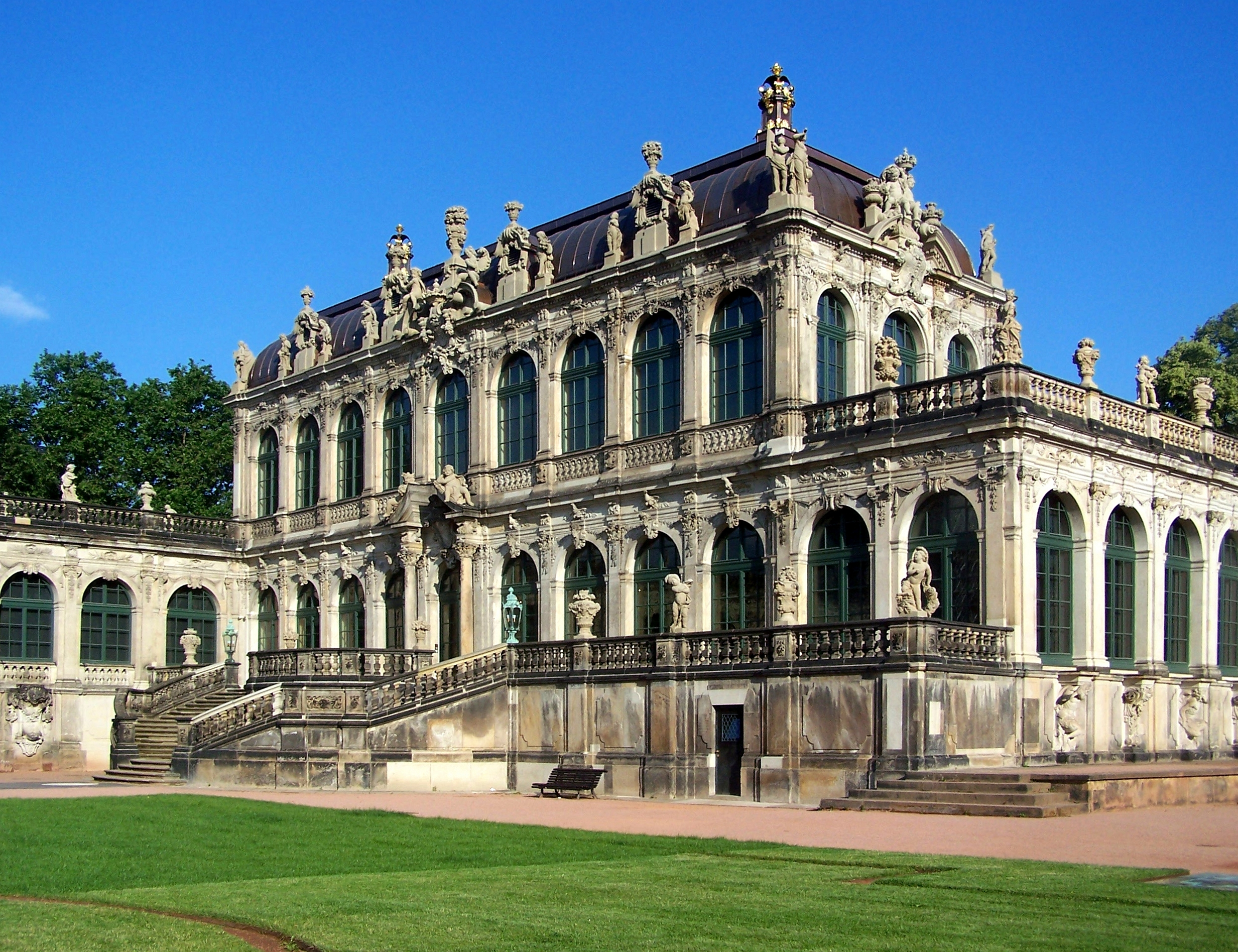
A Matematikai-fizikai Szalon

Az 1710 és 1714 között épült Matematikai-fizikai Szalon (Mathematisch-Physikalischer Salon) a négy sarokpavilon egyike, a Falpavilon és a Hosszú Galéria között helyezkedik el. A régi időkből származó matematikai és fizikai műszerek gyűjteményének ad otthont; neve, amely eredetileg Matematikai Szalon volt, az 1746-tól való használatára vezethető vissza. A többi, később elkészült sarokpavilonnal ellentétben a Matematikai-fizikai Szalon frízét a befejezés évszáma, 1712 mellett ma is a kétfejű császári sas díszíti; Erős Ágost 1711-ben birodalmi vikárius volt, és maga is sikertelenül pályázott a Német-római Birodalom császári koronájára. Erős Ágost interregnum alatti ideiglenes uralmának évében készültek a császári sasok „császári hatalmának jelképeként.” Az emeleti, szász márvánnyal burkolt szalont eredetileg étkező-, játék- vagy táncteremként használták, de 1729-től múzeummá alakították át.
Az alagsorban lévő grotta terem a vízjátékkal és a szökőkúttal viszont hosszabb ideig megőrizte eredeti funkcióját. Finom vízsugarak vették körül és csapkodták az oda belépő embereket. Egy emelőkarral lehetett be- és kikapcsolni a vízjátékokat. A barlangterem hátsó részén lévő öt fülke közül kettőben Apollo (1715) és Minerva (1716) márványszobra állt. Ezek Permoser első munkái közé tartoztak a Zwinger számára, és ma az Albertinum szoborgyűjteményének részét képezik. A középső fülkében egy fehér márványból készült, háromszintes, tálas szökőkút állt, amelynek alsó tálja delfinekből formált lábakon nyugodott. A két külső fülkét tengeri ornamentika és egy vizet köpő domborműves maszk díszítette. Mind az öt fülkét folyamatos homorú és domború, váltakozó medenceperem kötötte össze, a középső fülke volt a domináns. A barlangterem egyrészt afféle fogadóterem volt, amely a választófejedelem hatalmát demonstrálta a politikai látogatóknak. A figurák a környékbeli művészek kézműves készségéről tanúskodtak, és helyi anyagokat használtak fel hozzájuk. Másrészt a grotta szimbolikája is jól átgondolt volt. Apollónak kellett világosságot vinnie a barlangba, míg Minerva, mint a kézművesek védőszentje, azt a kiemelkedő teljesítményt hangsúlyozta, amelyet egy ilyen alkotás létrehozása akkoriban jelentett. A víztechnika szintén jelentős mérnöki teljesítménynek számított.
Az 1813-as háborús események következtében a barlangterem mennyezete beomlott. Ezt később nem javították ki, hanem 1815-ben boltozatba foglalták, a díszterem padlójából származó kőlapokkal fedték be, és múzeumként használták. A középső szökőkút fehér márvány maradványait a Zwingerbauhütte raktárában tárolják. 2008 májusában a Matematikai-fizikai Szalonban végzett restaurálási munkálatok során feltárták a jól megőrzött szökőkútrendszert a föld alatti vízellátással, csatornákkal, be- és kivezetésekkel, és a terem eredeti színvilágának bizonyítékai is előkerültek. Annak ellenére, hogy bejelentették, hogy a grotta termet újjáépítik, ez nem valósult meg. A két megmaradt márványcsoportot nem helyezték vissza eredeti helyére, bár jó állapotban maradtak meg.

#### Falpavilon

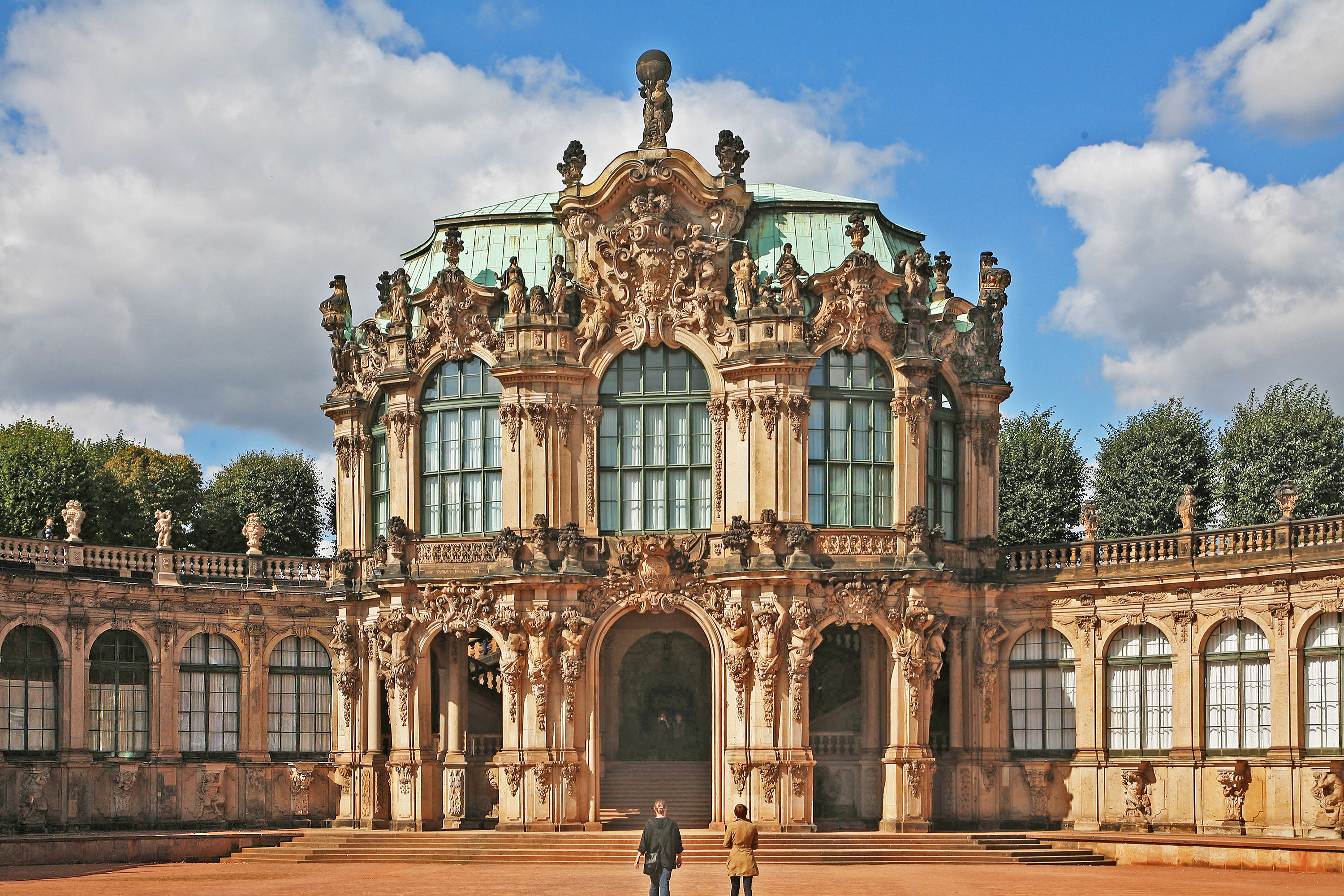
A Falpavilon

A Zwinger építészeti csúcspontjának a Falpavilont (Wallpavillon) tartják; a pazar szobrászati díszítés mellett a lépcsőház és a pavilon egyedülálló kombinációja teszi az egyik legfontosabb európai barokk épületté. Az alagsor a bástyához vezető lépcsősorból áll, és ez az egyetlen közvetlen kapcsolat a Zwingerhof és az erődfalak között. A Zwingerhofból két lépcsősor vezet öt kapun keresztül magába a pavilonba. Onnan két szökőkút által szegélyezett lépcső vezet fel egy emelvényre, ahol a lépcső derékszögben két felé ágazik. A két lépcsősor a pavilon belsejében egy szökőkutat vesz körül, és a városfalhoz vezet, amelyhez az épület hátsó része támaszkodik. Az épület felső szintjén egy körbefutó ablakokkal ellátott bankett-terem található, amelyet csak keskeny pilaszterekkel ellátott oszlopok szakítanak meg; a városfal felől egy kis előcsarnokkal ellátott híd vezet hozzá. A Falpavilon külsejét számos mitológiai témájú szobor ékesíti: Hercules Saxonicus (Permoser), Parisz herceg a három istennővel (Heermann), a Négy szél (Kirchner), valamint Juno és Jupiter (Thomae). Az eredetiek egy része ma a lapidáriumban található.
Az alkotásokban két ikonográfiai réteg ismerhető fel. Az első réteg a természet féktelen életét hivatott ábrázolni, amelyet a pavilon földszintjén számos herma testesít meg. A földszinti zónában a Zwingerhof bejáratainak hat oszlopát szatírok hermái díszíti; az oldaltól a középpont felé haladva először egy, majd két, végül három figura található egyenként. A hermákat Permoser és Heermann munkájának tartják. A második réteg a görög mitológia világának és Erős Ágost politikai hatalmi igényének összeolvadását hivatott ábrázolni. A homlokzaton Permoser Hercules Saxonicus című szobra, aki Erős Ágost nevében tartja a földgömböt, a szász-lengyel címer feletti ikonográfiai központ. Ez részben Erős Ágost 1711-es császári alkirályságára utal: Pöppelmann ezt a szándékot magyarázta rézmetszetének előszavában, amelyben Herkules tizenkét próbájára utalt. Ahhoz, hogy átvegye a Heszperiszek almáit Atlasztól, rövid ideig az égboltot kellett megtartania. A másik magyarázat, hogy a legendás erejű hérosz a szintén tekintélyes testi erejű uralkodót jelképezte, akit szintén „Szász Herkulesként” emlegettek.

#### Francia Pavilon

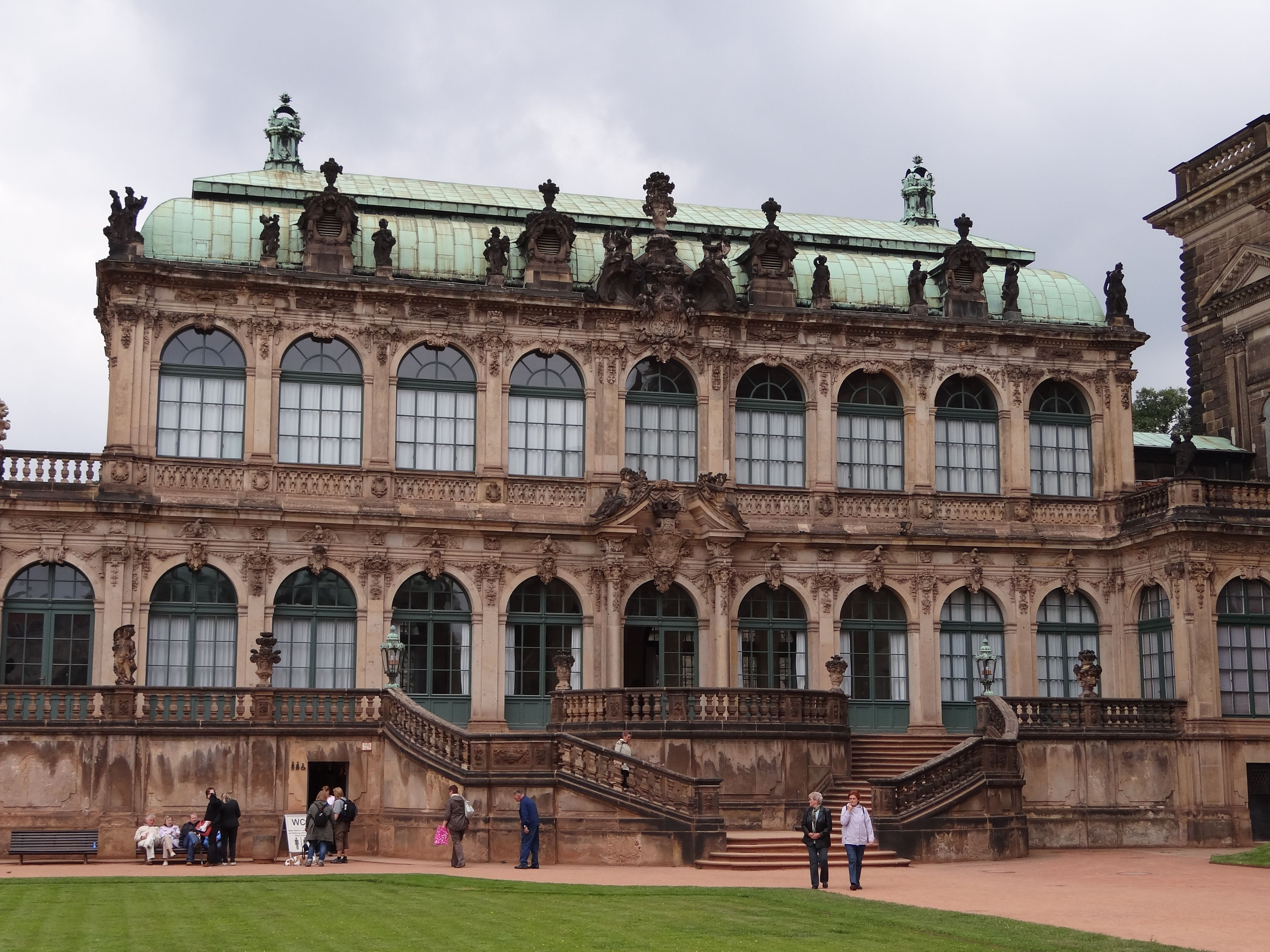
A Francia Pavilon

A Francia Pavilon (Französischer Pavillon) az egyik Ívgalériával együtt összeköti a Falpavilont és a Semper Galériát. Neve az 1945-ig itt kiállított francia festményekre vezethető vissza. A felső emelet falait és padlóját szász márvánnyal burkolták, az emeletet kitöltő termet ezért Márványteremnek nevezik. A háború utáni időszakban sokáig a drezdai Állattani Múzeum tárgyait állították ki itt. 2007 óta a szobrászati gyűjtemény darabjait a Francia Pavilon alagsorában és a szomszédos galériában állítják ki; a Márványteremben 2014-től kezdődően napjainkig is klasszikus koncerteket rendeznek.
A Francia Pavilon az egyetlen sarokpavilon, amelynek hátsó homlokzata kétszintes. Mögötte a Nymphenbad keskeny oldalát zárja le, díszítése tematikusan a vele összhangban van: a nád- és kagylódíszek a az oszlopfőkbe nyúlnak, a puttók pedig halakat és delfineket hordoznak. Heinrich Christoph Fehling festő 1717-től festette az „Erős Ágost és Eberhardine választófejedelem asszony apoteózisa” című mennyezetfreskót, amely Erős Ágost és felesége, Christiane Eberhardine tiszteletére készült, a középső terem hossztengelyében az uralkodó házaspár medalionjaival.

#### Német Pavilon

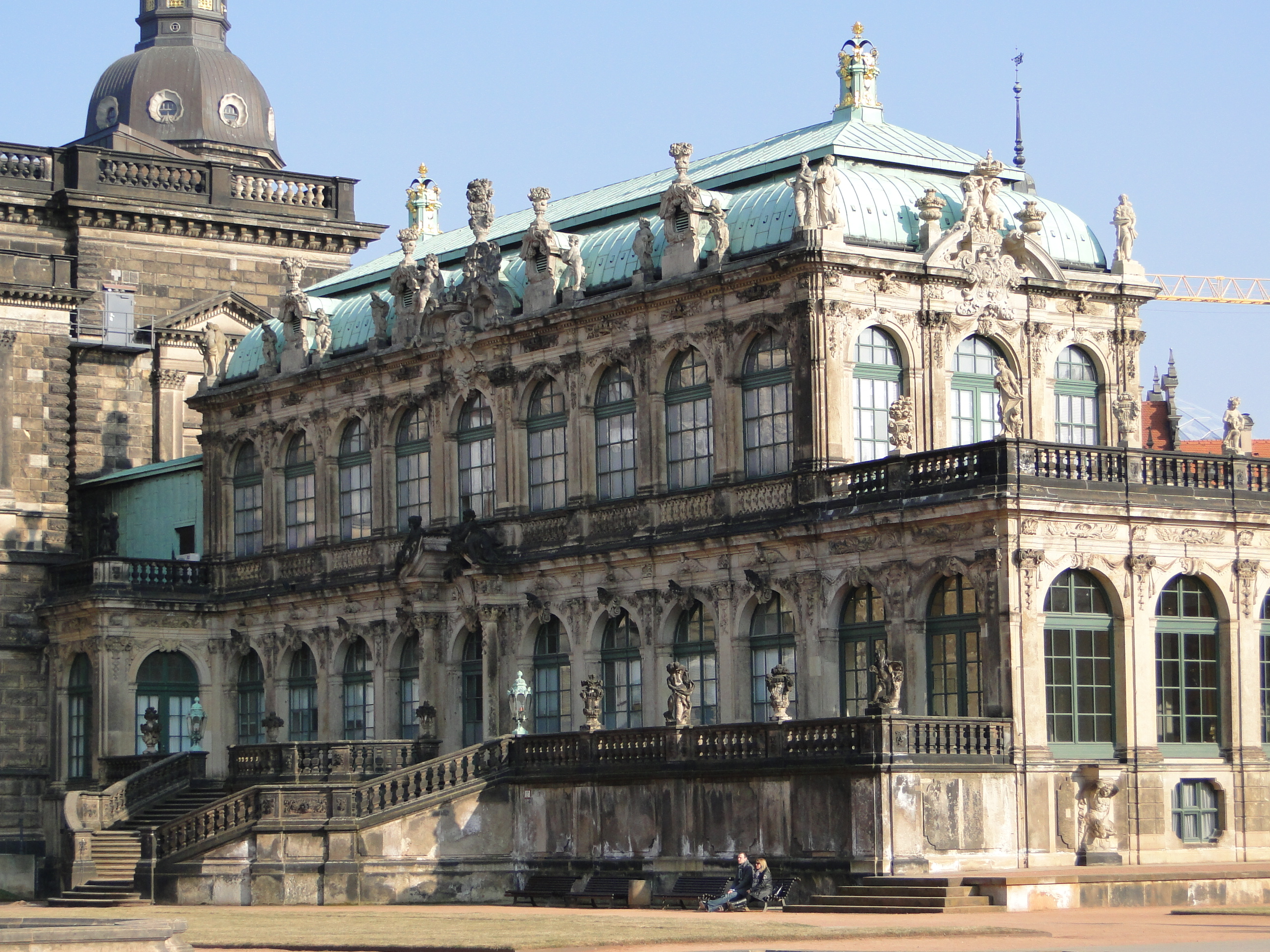
A Német Pavilon

Az 1719-es esküvői ünnepségekre elkészült Német Pavilon (Deutscher Pavillon) a Városi Pavilon és a Semper Galéria között található. Jelenleg a Drezdai Állami Művészeti Gyűjtemények restauráló műhelyeinek ad otthont. A Porcelánpavilonhoz hasonlóan a Német Pavilon is egyszintes, tetőablakkal és az utca felőli oldalon egy fülkés szökőkúttal ellátott bővítményt kapott. Ezt a toldalékot Haenel a restaurálás során, 1854-ben építtette hozzá.
Mindkét fülkeszökőkút (szintén Haenel alkotása) 5 méter magas és azonos kialakítású. Az alsó medencék 3,4 méter szélesek és 2 méter mélyek. Az alsó szinten egy humoros jelenet látható, ahol a felső medence alá bújó mulatozó három faun a félköríves tálat alulról támasztja, amelyet öt vízköpő maszk díszít. Felette egy vízköpő hal virágindával, fölötte pedig egy kisebb félköríves tál három vízköpő maszkkal. A koronázó elem egy gyermekszerű fiú, aki a kezében tartott kagylóból vízsugarat lövell ki. Eddig csak a Postplatz felé eső oldalon lévő szökőkutat újították fel, a rendszert 2009-ben helyezték újra üzembe. A régi várfalon a Hosszú Galériákéhoz hasonló anemométeres rendszer gondoskodik arról, hogy a felső szökőkút kikapcsoljon, ha túl erős a szél, így minimalizálva az épületre fröcskölő vizet. 
A Redoutenhaus bálterme eredetileg a Német Pavilon mellett állt. Nem sokkal a hétéves háború kezdete előtt a Redoutenhaust lebontották, mert  helyet kellett adnia a Taschenberg-palota új szárnyának, amelyet II. Frigyes Ágost építtetett a gyermekei számára.
A Német Pavilon azonban csak néhány évig maradt szabadon a város felé. Helyére egy egyszerű lakóépület, a Carlowitzsche vagy Reichenbachsche Haus épült. A 19. század közepén a Semper Galéria építésének kellett helyet adnia. A Német Pavilon felső emeletén lévő „A négy égtáj” című freskó, amelyet Pellegrini 1725-ben készített, az 1849-es tűzvészben megsemmisült.

#### Városi Pavilon

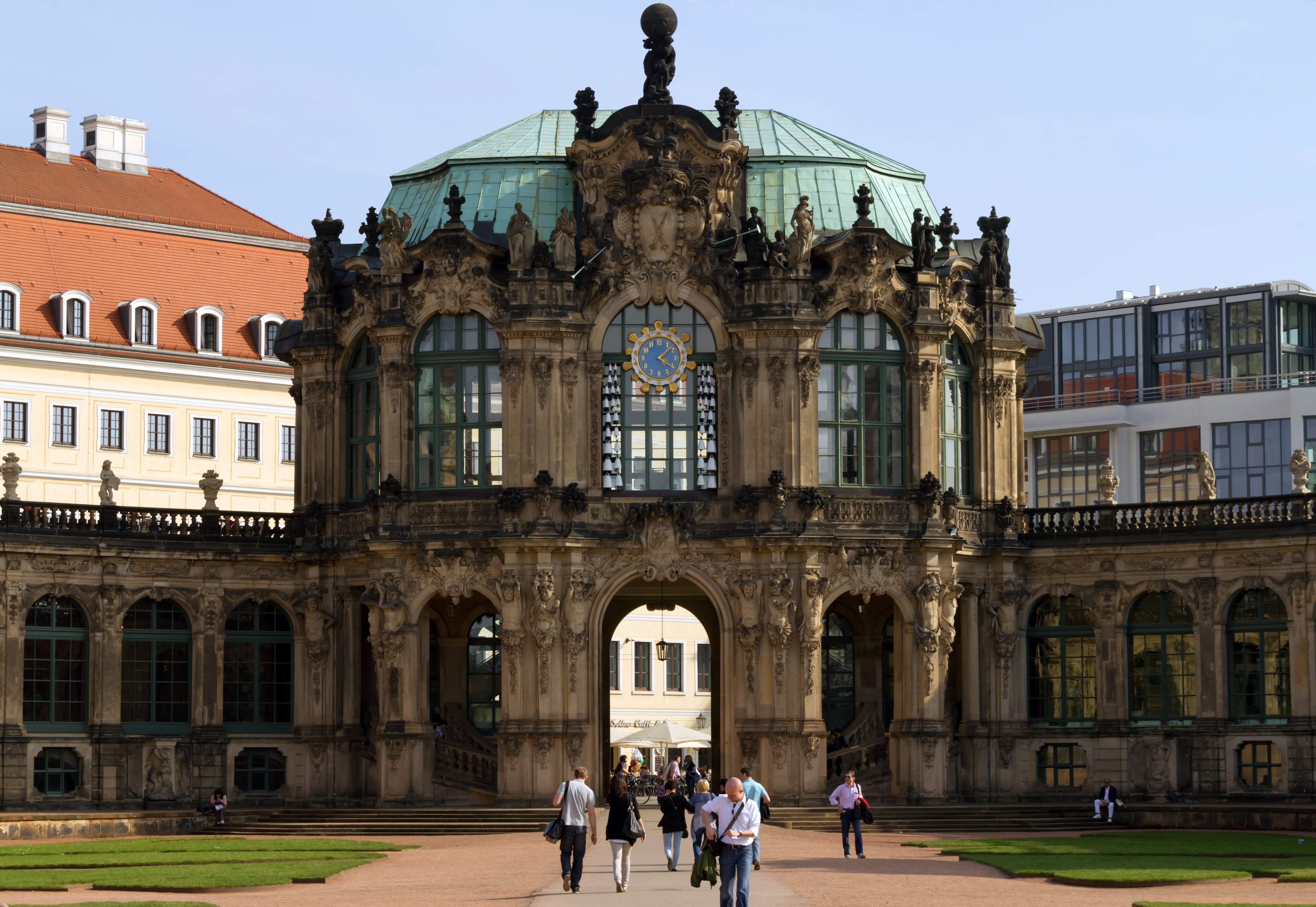
a Városi Pavilon, a homlokzatán az óra alatt a különleges porcelánharangokkal

A Városi vagy Harangjáték-pavilon (Stadtpavillon, vagy Glockenspielpavillon) a szobrászati munkálatoktól eltekintve 1728-ban készült el. A pavilon kisebb munkálatai 1732-ig folytatódtak. A pavilon többször is megrongálódott, először 1849-ben pusztult el a szomszédos régi operaházban keletkezett tűzben, amelynek lángjai átterjedtek a Zwinger keleti részére, elpusztítva a benne lévő tudományos könyvtárat. A pavilon 1945-ben egy légitámadás során ismét elpusztult, újjáépítése 1955-ig tartott.
Különlegessége a Zwingerhof felé néző homlokzaton található meisseni porcelánból készült harangjátékos óra, melyet 1933-ban állították fel. A porcelánharangok eredetileg aranyozottak voltak, és fehér alsó peremmel rendelkeztek. Míg az óra szinte sértetlenül vészelte át a második világháborút, az aranyozott porcelánharangok közül sok megsemmisült, és csak néhány maradt meg. Már a második világháború előtt is bővítették a harangjátékot az eredeti 24 harangról 40 aranyozott porcelánharangra (szintén Meissenből). Amikor a pavilont újjáépítették, a harangjáték újabb 40 porcelánharangot kapott, immár fehér színben. Ma a harangjáték minden negyed-, fél-, háromnegyed- és egész órában Günter Schwarze óránkénti dallamait szólaltatja meg (ezek eredeti kompozíciók kifejezetten a drezdai harangjáték számára 1994-ben). Ezenkívül az évszaktól függően meghatározott időpontokban ismert dallamok is felcsendülnek. Közvetlenül a pavilonból nyíló átjárónál két botlatókő állít emléket a két művésznek, Max Hermann Dietze-nek és Ernst Fritz Gottschlingnek, akik 1933-ban a meisseni porcelánmanufaktúra megbízásából a zenélő szerkezet pavilonba való beépítésére készültek, és akik később hitük miatt (Jehova tanúi voltak) a nemzetiszocializmus áldozatai lettek.

#### Porcelánpavilon

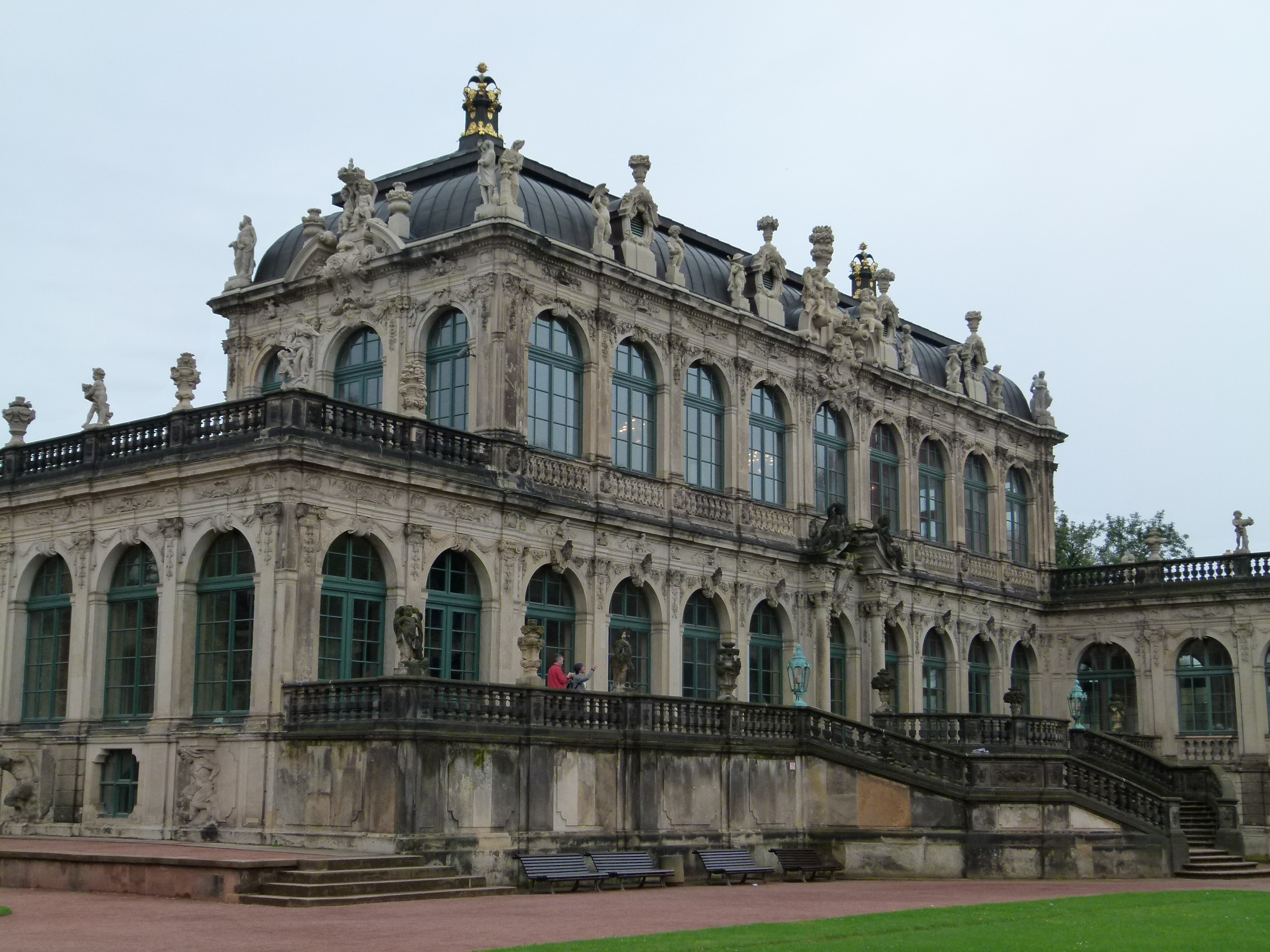
A Porcelánpavilon

Az 1719-es esküvői ünnepségekre elkészült Porcelánpavilon (Porzellanpavillon) a Hosszú Galéria és a Harangjáték-pavilon között található, és a Drezdai Porcelángyűjteménynek ad otthont. A porcelánokat először 1939-ben állították ki ebben a pavilonban, amelyet korábban Természettudományi Pavilonként ismertek. A Porcelánpavilon 1962 óta ismét otthont ad a háború elején eltávolított kiállítási tárgyaknak.
A Német Pavilonhoz hasonlóan a Porcelánpavilon is rendelkezik egy egyemeletes, tetőablakkal és szökőkúttal ellátott bővítménnyel az utca felőli oldalon. Ezt Haenel az 1850-es évekbeli helyreállítás során építtette hozzá. Eredetileg a pavilonból megközelíthető, 1849-ben leégett régi operaház szomszédságában állt. Az emeletet Giovanni Antonio Pellegrini 1725-ben festett „Az istenek lakomája” című mennyezetfreskója díszítette, amelyet az 1849-es tűzvészben megsemmisült.

### Galériák

#### Az Ívgalériák

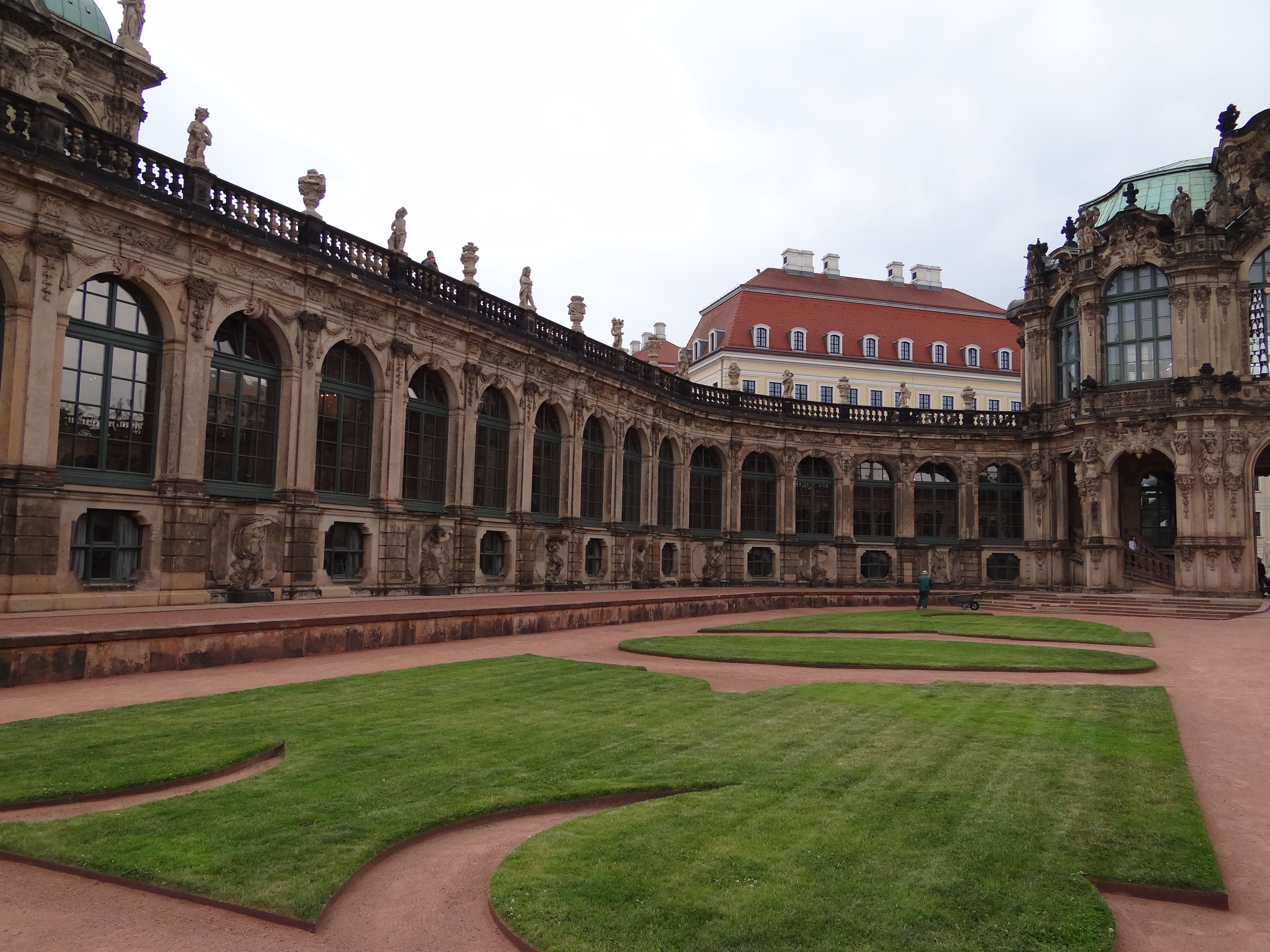
A délkeleti Ívgaléria

Négy egyemeletes boltíves, beüvegezett galéria köti össze a négy sarokpavilont a Falpavilonnal, valamint a Város- (avagy Harangjáték-) pavilonnal, ezek tükörszimmetrikusan kettesével helyezkednek ez az épületegyüttes két keskenyebbik végén. Mindegyik 16 boltívből áll, ezekből tíz egyenes vonalban áll, és hat pedig negyedkörű ívet formázva öleli körül a pavilonokat. Amíg az orangerie ötletét el nem vetették, trópusi növények teleltetésére szánták őket. Emiatt kezdetben csak fából készült tetővel rendelkeztek, amelyet a melegebb hónapokban le lehetett venni. Miután az Íves galériákat már nem használták rendeltetésüknek megfelelően, és az építkezés során időjárási károk keletkeztek bennük, 1723-ban állandó, szilárd tetőt kaptak. Előttük néhány méter széles sétány húzódik, amely enyhén emelkedik az udvar fölé, és négy lépcsőfok vezet fel hozzá a Zwingerhofból. A sétány az Íves galériák alapja fölé emelkedik; fő dísze a homlokzati faun alakú konzolok a boltíves ablakok közepe alatt. A tetején egykor meißeni porcelánkádakban gömbölyű narancsfákat helyeztek el. A Hosszú galériákhoz hasonlóan az Íves galériákat felül egy attika zárja le, továbbá balusztrádok és oszlopok tagolják őket. Az oszlopokon felváltva puttók és vázák lettek elhelyezve.

#### A Hosszú Galériák

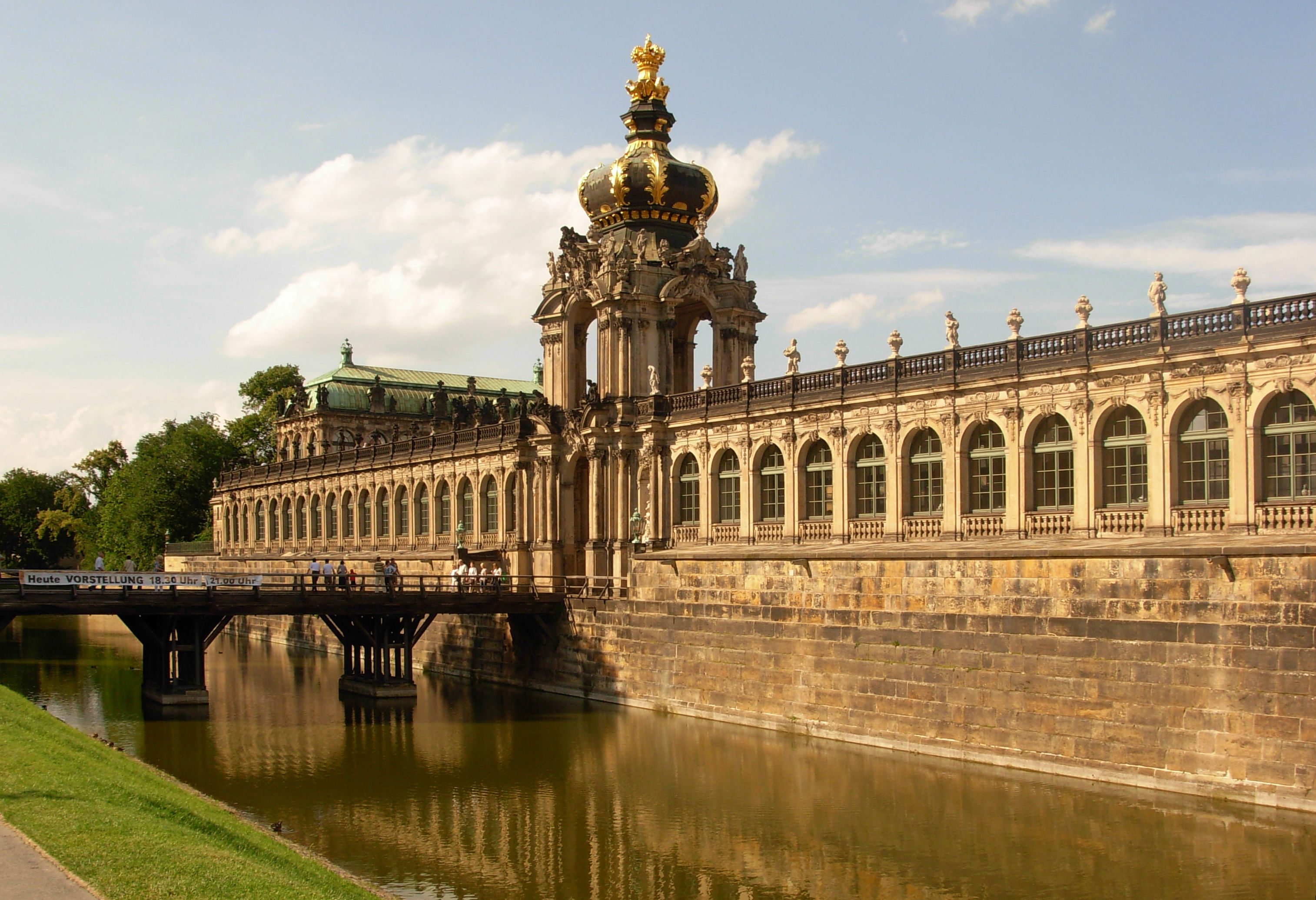
A Hosszú Galériák vizesárok felőli oldala

A Koronakapu két oldalán egyemeletes, hosszan elnyúló galériák találhatók, melyek a nevüket is innen kapták. Ezek 1714 és 1718 között épültek, és kívülről teljesen az erődfalba ágyazódtak, és boltozataik közvetlenül abból nyílnak ki. Ezen az oldalon a Hosszú Galériák egyenként 18 boltívből állnak, amelyek közül három a pavilonok keskeny oldalai előtt található.
A Zwingerhofra néző galériák homlokzatát öt szökőkút ékesíti, ezek alkotói Johann Christian Kirchner és Johann Joachim. Körülbelül középen, a Koronakaputól számított 15 íves ablak közül a hetedik alatt található a legnagyobb vízesés; ezt egy halfarkú, vizet köpködő Triton koronázza, akinek vize négy, tengeri élőlényekkel és hippokamposzokkal gazdagon díszített medencén keresztül folyik. A többi nyolc szökőkút valamivel alacsonyabb, és a két központi vízesés két oldalán helyezkedik el, két, illetve négy ívenként. A három medencéből álló vízesések mindegyikét egy-egy triton gyermek koronázza. Az ábrázoláson nincsenek ismétlődések, mindegyik szökőkút egyedi. Egy 30 méter hosszú, földszinti közös medence gyűjti össze az öt szökőkút vizét. A fali szökőkutakat csak ritkán használták, mivel a csobogó víz eláztatta az épületek homlokzatát, ezért működésüket átmenetileg beszüntették. Időközben egy anemométer gondoskodott arról, hogy túl erős szél esetén megszakadjon a vízellátás, hogy az épület homlokzata ne érintkezzen túlzottan a nedvességgel. A szökőkutakat 2007-ig (a Koronakaputól balra) és 2013-ig (jobbra) újították fel teljeskörűen.
Ahogy az Íves Galériák ablakívek alatt, úgy a Koronakapunál és a sarokpavilonoknál lévő első ablakívek alatt is található egy-egy egy faunkonzol a narancsfák elhelyezésére. A Hosszú Galériákat felül attika zárja le, míg a balusztrádok és oszlopok tagolják azokat. A pilléreken felváltva puttók és vázák lettek elhelyezve. A Koronakapu átjárójából rövid lépcső vezet a galériák belsejébe. A porcelángyűjtemény egy része a déli Hosszú Galériában van kiállítva. A galéria kialakításánál a Frascati környéki villákban látható grottafal motívumát, valamint Carlo Maderno 1607 és 1625 között a Torlonia-villában (korábban Ludovisi-Conti család) épített víziszínház árkádsorát vették alapul. A drezdai Hosszú Galérián azonban a modellként szolgáló épület fülkéi helyett köríves záródású ablakokat alkalmaztak.

#### Semper Galéria

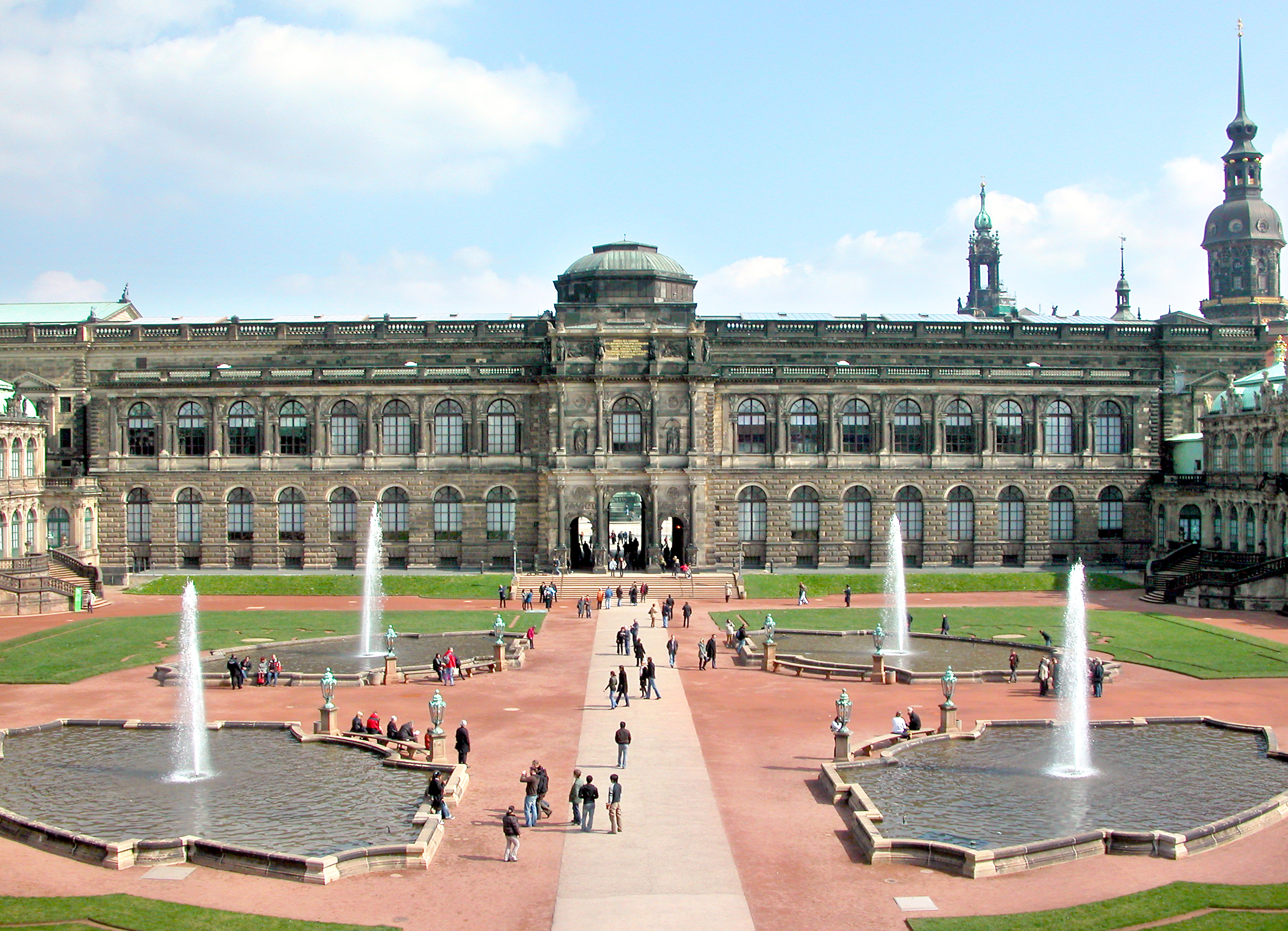
A Semper Galéria

Az olasz magasreneszánszt utánzó neoreneszánsz stílusú múzeumépület, amely Gottfried Semper építész tervei szerint épült 1854-re, északkeletről a Színház tér felé határolja a Zwingert. Korábban csak egy barokk határolófal állt a helyén. A Semper Galéria Semper-épületként is ismert, és a Régi Mesterek Képtárának ad otthont, a szomszédos Residenzschlossba való 2012 végi költözéséig a Fegyvertárat is itt helyezték el.
A 127,35 méter hosszú és 23,77 méter magas Semper Galéria a komplexum legnagyobb épülete. A Semper Galéria építészete azonban nemcsak az épület méreteit, hanem homlokzati szerkezetét tekintve is hirtelen szakítást jelent Pöppelmann barokk munkásságával. A neoreneszánsz stílusú homlokzat a hangsúlyozott geometrikus ablak- és ívelemekkel, valamint a súlyos armírozott falazattal már-már birodalmi hatású, szigorú tárgyilagosságot sugall. Ezzel szemben a Zwinger-épületek ünnepi barokk stílusa, játékos díszítőelemeivel és néha ironikusnak tűnő figuráival finom könnyedséget képvisel, és az örömkert eszméjének közelségét mutatja. Ezzel szemben a Semper Galéria stílusbeli változtatásokkal ugyan, de folytatja az épületegyüttest körülölelő félköríves boltívekben elhelyezett ablaksorok motívumát, bár ezek mérete itt nagyobb a megszokottnál. Semper a Koronakapuval való erősebb stílusbeli hasonlóságot is egy magasabb kupolával kívánta megteremteni; a galéria vezetőségének kérésére azonban a Semper-épület lapos kupolát kapott, amely csak 8,97 méterrel magasodik az épület fölé, és nem tölti be ezt a funkciót. 
A Semper Galéria csak a földszinten kapcsolódik a két szomszédos sarokpavilonhoz, a Német és a Francia Pavilonhoz. A felső szinten egy terasz köti össze az épületeket, de hangsúlyozza azok önállóságát. Az épület központi rizalitját egy diadalív alakú hármas oszlopcsarnok uralja. Ez a Zwingerhof további bejáratát jelenti, és a Koronakaputól a Színház téren álló, 1889-ből származó, I. János szász király bronz lovasszoborig tartó tengelyen helyezkedik el.

## Turisztikai hasznosítása

### Múzeumok
A Zwinger jelenleg a Drezdai Állami Művészeti Gyűjtemények három múzeumának ad otthont. 2012 novemberéig a Fegyvertárnak is otthont adott, amely az egyik legértékesebb viselet- és díszfegyvergyűjteménynek számít.
A Régi Mesterek Képtára a 15-18. századi remekműveket mutatja be, és a világ egyik leghíresebb festménygyűjteménye, amely az olasz reneszánsz festészetre összpontosít. A galéria a korai holland és a korai német korszak kiemelkedő festményeit is bemutatja. A leghíresebb itt őrzött alkotás Raffaello Sixtusi Madonnája.
A Matematikai-Fizikai Szalon a tudományos iparművészet múzeuma, amely történelmi órákat és tudományos műszereket mutat be. Ezek között vannak optikai, csillagászati és geodéziai eszközök, ég- és földgömbök, valamint alapvető fizikai mennyiségek számítására, rajzolására és meghatározására szolgáló eszközök. Különösen fontos egy 13. századi arab éggömb és Blaise Pascal 1650 körül készült mechanikus számológépe. A földgömbök és műszerek gyűjteménye már 1746-ban a Matematikai-Fizikai Szalon felső emeleti termében kapott helyet. Az itt kiállított tárgyaknak nemcsak a történelmi és tudományos, hanem az esztéikai és iparműészeti értéke is kiemelkedő.
A Drezdai Porcelángyűjtemény a világ egyik legkiterjedtebb és legértékesebb speciális kerámiagyűjteménye. A porcelángyűjtemény mintegy 20 000 darab kínai, japán és meisseni porcelánból áll. Különösen fontosak a korai meisseni porcelánok és a 17. századból és a 18. század elejéről származó kelet-ázsiai porcelánok. A gyűjteményt 1715-ben alapította Erős Ágost szász választófejedelem. Eredetileg a Neustadtban, az Elba partján álló Japán Palotában volt elhelyezve. Miután 1876-ban a Johanneumba költöztek, a gyűjtemények, amelyek nagy részét a második világháború alatt elszállították, 1962-ben a Zwinger déli részében találtak végleges otthonra.

### Gyűjtemények
1728-tól a legkorábbi hasznosítási formák közé tartozott az udvari ünnepségek mellett a Királyi Természettudományi Galériák és Kuriózumkabinetek elhelyezése is. Ezáltal önállóságot kaptak nemcsak szerkezetileg, ahogyan az már 1720-ban megvalósult, hanem térben is. Erős Ágost látnoki erejét tükrözi egy 1718-ban keltezett, saját kezűleg készített funkcionális koncepcióvázlat a gyűjteményei rendezésére. Egy évvel később a fejedelem Johann Heinrich von Heuchert nevezte ki a Tudományos Galériák általános és különleges felügyelőjévé. Ez jelentette a természettudományi gyűjtemény elkülönítését a Kunstkammer egyéb gyűjteményeitől. Heinrich Friedrich von Friesen választófejedelmi miniszter és főkamarás utasítására 1728. május 19-én a Királyi Természettudományi Galériákat és a kuriózumokat a Zwinger épületeibe költöztették. Ezek a döntések nagy feltűnést keltettek a szakmai körökben, mivel a világ első szakgyűjteménye jött létre ezen a területen. Ennek eredményeként Heucher 1729-ben a londoni Royal Society tagja lett., ezzel elismerve úttörő tudománynépszerűsítő teljesítményét.
A természettudományi gyűjtemények jelentős helyet foglaltak el a Zwinger épületeiben. Az állományt a Falpavilon két oldalán lévő Ívgalériákban, a Koronakapu két Hosszú Galériájában és a mai Matematikai-Fizikai Szalon területén helyezték el. Itt maradtak egészen a második világháború végéig, 1945-ig. A természettudományi gyűjteményt sokáig a maga nemében a legjelentősebbnek tartották Németországban, és a 18. századi szakértők szerint Anglia, Franciaország, Hollandia és Olaszország hasonló intézményeivel összehasonlítva is páratlan volt. Az itt őrzött és kiállított gyűjtemények között állati és növényi eredetű kövületek, ásványok és kőzetek, szárazföldi állatok és halak, egy kagyló- és egy korallgyűjtemény, valamint a borostyánszekrény szerepelt. Az egyik Ívgaléria eredetileg anatómiai tárgyak gyűjteményének adott otthont, amelyet 1733-ban a Wittenbergi Egyetemre szállítottak át. Helyette a Kunstkammer és a Kupferstichkabinett gyűjteményei, amelyeket korábban a palotában őriztek, a Zwingerbe költöztették, amely 1728-tól a természettudományi gyűjteményeken kívül a Kupferstichkabinettnek és a választójfejedelmi könyvtárnak is otthont adott. A Matematikai-Fizikai Szalon jelenlegi formájában 1746-ban jött létre.

### Koncertek
A két világháború között a Drezdai Mozart Társaság felelevenítette az egykori fesztiválhelyszín hagyományát. 1928. július 3-án rendezte meg az első Zwinger-szerenádot a épületegyüttes udvarán, amelyet a mai napig sokan követnek. 1935-ben a városi hatóságok megtiltották a Mozart Társaságnak a Zwinger-szerenádok szervezését, és átadták a helyszín használati jogát a Drezdai Filharmonikus Zenekarnak. A koncertsorozat a második világháború miatt megszakadt, de a Zwinger-szerenádok hagyománya az 1950-es években újraindult. A szerenádokat a nyári hónapokban még mindig megrendezik, általában a Falpavilon előtti területen, a rendezvények során különféle zenekarok, kórusok, színházi és balettegyüttesek lépnek fel. A zárttéri rendezvényeknek a Falpavilon emeleti koncertterme szolgál helyszínül.

## Kulturális jelentősége és hatása

### Városi és nemzeti szimbólum
Az 1924 óta folyó átfogó felújítási és restaurálási munkálatoknak köszönhetően a Zwinger ismét nagyobb figyelmet kapott a közvéleményben. Az építkezés figyelemre méltó előrehaladását mind regionális, mind országos szinten felhasználták a város népszerűsítésére. Ezt jól illusztrálja a városi tanács 1930-ban kiadott, idegenforgalmi célú kiadványa. A The Book of the City of Dresden című könyvben a Zwinger motívumai (Kronentor, Wallpavillon) feltűnő módon szerepelnek a szövegekben, bár a szövegek tartalma nem utal az épületre. A könyv, amelynek szerkesztéséért Georg Köppen városi tanácsos felelt, és amelyet Bernhard Blüher polgármester vezetett, a II. Nemzetközi Higiéniai Kiállítás alkalmából jelent meg.
A Zwinger-lottó is hozzájárult az épület szimbólummá válásához. Célja az volt, hogy korlátozott pénzügyi támogatást szerezzen a kiterjedt felújítási munkálatokhoz, és a lakosság figyelmét folyamatosan felhívja a műemlékvédelem jelentőségére. Ebben a kérdésben úttörő és kezdeményező szerepet játszott a Landesverein Sächsischer Heimatschutz (Szászországi Helyi Örökségvédelmi Egyesület), amelytől az ötlet az 1920-as években indult. Az 1945-ös háborús pusztítások után a Zwinger-lottó ötletét újra felélesztették.
A Falpavillon és a Koronakapu ebben az időszakban a újjáépítés szimbólumaként szolgáltak, és az NDK idejében ezt az üzenetet az egész városra és régióra kiterjesztették. Ma a Zwinger a drezdai barokk egyik fő műveként világszerte ismert, és Drezdának és Szászországnak egyaránt az egyik legfontosabb jelképének számít. Az épületegyüttes többek között 2016-ban szerepelt a német tartományok sorozatának két eurós emlékérméjén, amikor is a szász miniszterelnök töltötte be a Bundesrat elnöki tisztét.

### Bélyegeken való ábrázolása
A Zwinger épületét és a hozzá kapcsolódó egyéb alkotásokat számos német bélyegen ábrázolták előszeretettel. Az első Zwinger-motívummal ellátott bélyeg 1931. november 1-jén jelent meg, a Német Sürgősségi Segély számára kiadott pótdíjként. Ez a sorozat négy német építészeti motívumból áll, amelyek közül a 8+4 birodalmi pfennig értékű bélyeg az egyik pavilonját ábrázolja. Az 1945 után kibocsátott bélyegek jól mutatják, mennyire támaszkodtak az épület szimbolikus erejére. Különösen említésre méltó egy 1946-os kiadás, amelyet Drezdának szenteltek és két bélyegből állt (névérték: 6 pfennig, 12 pfennig). A 6 pfennig értékű bélyeg (44 pfennig felárral) a Falpavillon épületét ábrázolja, és a „WIR BAUEN AUF!” (Felépítjük!) feliratot viseli, míg az újjáépítést követően az ország sikereként ábrázolták.  A Németország újraegyesítése előtti napon adták ki az utolsó hat NDK-bélyeget, köztük egyet a Koronakapu motívumával.

### Japán másolat
Arita városa, amely ma is a japán művészi porcelángyártás egyik központja, egy kissé kisebb méretű másolatot épített a Koronakapuról, a Hosszú Galériával és a szomszédos pavilonokkal együtt, amelyben a helyi porcelángyártást bemutató gyűjteményt állították ki.

## Fordítás
- Ez a szócikk részben vagy egészben  a   Zwinger (Dresden) című német Wikipédia-szócikk ezen változatának fordításán alapul.  Az eredeti cikk szerkesztőit annak laptörténete sorolja fel. Ez a jelzés csupán a megfogalmazás eredetét és a szerzői jogokat jelzi, nem szolgál a cikkben szereplő információk forrásmegjelöléseként.
- Ez a szócikk részben vagy egészben  a   Zwinger (Dresden) című angol Wikipédia-szócikk ezen változatának fordításán alapul.  Az eredeti cikk szerkesztőit annak laptörténete sorolja fel. Ez a jelzés csupán a megfogalmazás eredetét és a szerzői jogokat jelzi, nem szolgál a cikkben szereplő információk forrásmegjelöléseként.